# OL Lyonnes
Pour les articles homonymes, voir OL.
Maillots
Actualités
Dernière mise à jour : 14 août 2025.
L'OL Lyonnes (anciennement OL Féminin, section féminine de l'Olympique lyonnais), est un club de football féminin français basé au Parc Olympique lyonnais à Décines-Charpieu (métropole de Lyon) et créé en 2004.
C'est le club le plus titré de l'histoire du championnat de France féminin : les Lyonnaises décrochent dix-huit titres de championnes de France (dont quatorze consécutifs de 2007 à 2020, ainsi que quatre titres de champion en tant que FC Lyon avant l’acquisition des droits par l’OL féminin en 2004), dix coupes de France (et deux coupes de France en tant que FC Lyon), ainsi que huit titres de championnes d'Europe en 2011, 2012, 2016, 2017, 2018, 2019, 2020 et 2022.
La section féminine de l'OL est le seul club européen à avoir remporté 8 fois la Ligue des champions ainsi qu'à avoir réalisé le triplé (championnat national, coupe nationale et Ligue des champions) sur deux saisons d'affilée (2015-2016 et 2016-2017, puis à nouveau 2018-2019 et 2019-2020).
Avec huit trophées européens (dont cinq consécutifs, seul le Real Madrid ayant réalisé cette performance chez les hommes), l’OL féminin est le club français de sport collectif, toutes disciplines confondues, qui possède le plus important palmarès européen.
Depuis les années 2010, Lyon a souvent été nommée l’équipe féminine la plus forte du monde et a été citée comme un modèle pour le développement du football féminin en termes économiques et culturels.
L'équipe fanion du club participe au championnat de première division et évoluait, jusqu'en 2016, principalement sur le terrain no 10 de la Plaine des Jeux de Gerland à Lyon, à 400 mètres de l'ancien stade de l'équipe masculine.

## Histoire

### FC Lyon (1970-2004)
L'équipe féminine est créée en 1970 au sein du club omnisports du FC Lyon. À partir de 1977, l'équipe participe au championnat de France féminin relancé par la FFF en 1974. Le FC Lyon obtient son premier résultat marquant en atteignant les demi-finales en 1979, puis la finale en 1985. Après deux nouveaux échecs en demi-finales, les Lyonnaises décrochent leur premier titre national en 1991 face au VGA Saint-Maur. Deux ans plus tard, le FC Lyon remporte la première édition du championnat dans sa nouvelle version (poule unique de 12 équipes sans tournoi final), puis récidivent en 1995 et en 1998.
Lors de la saison 2001-2002, le challenge de France (coupe de France féminine) est créé, et le FC Lyon atteint la finale, perdue contre le Toulouse FC. Les Lyonnaises seront sacrées dès l'année suivante en battant Montpellier en finale, et conservent leur titre en 2004 face à l'US Compiègne.

### Olympique lyonnais (2004-2025)

#### Création et montée en puissance (2004-2012)

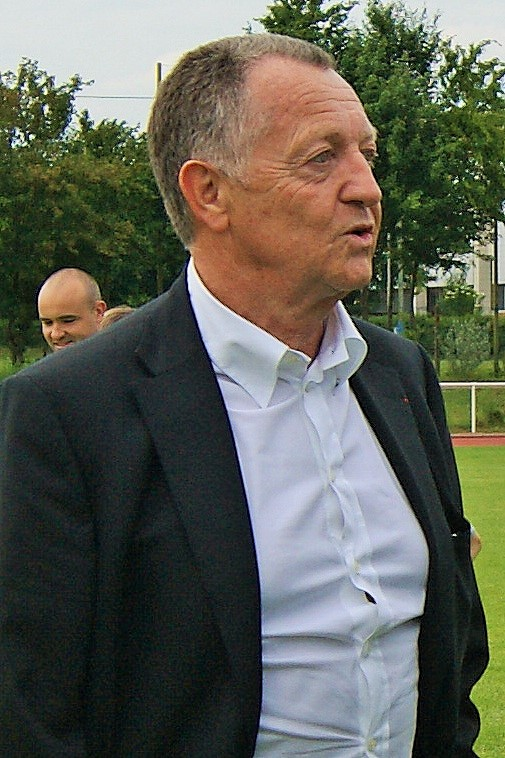
Jean-Michel Aulas, ex-président de l'Olympique lyonnais (2010).

L'équipe est rattachée à l'Olympique lyonnais depuis l'été 2004. À noter que le FC Lyon possède à nouveau une section féminine depuis 2009. En 2007, pour la première fois, l'équipe championne de première division masculine est la même que l'équipe victorieuse de première division féminine. Le club réalise ainsi un doublé femmes-hommes inédit. En 2008, le club se révèle sur le plan européen en atteignant la demi-finale de la Coupe UEFA, après avoir notamment éliminé le club anglais de l'Arsenal LFC. Lors de la saison 2007-2008, l'équipe termine invaincue, et ce toutes compétitions confondues malgré l'élimination en Coupe UEFA contre l'Umeå IK (1-1 au match aller et 0-0 au match retour). Cette saison voit également l'équipe réaliser son premier doublé coupe/championnat, soit exactement la même chose que chez les hommes.
La saison 2008-2009 est du même acabit, les Lyonnaises remportant le championnat avec 13 points d'avance sur les joueuses du Montpellier HSC, avec un match nul et 21 victoires en 22 journées. Elles sont éliminées en demi-finale de la Coupe UEFA par les futurs vainqueurs de la compétition, le FCR Duisbourg (4-2 sur l'ensemble des deux rencontres). La superbe saison des Lyonnaises est confirmée par la nomination de Lotta Schelin et de Louisa Necib au Trophée UNFP du football dans la catégorie « joueuse de l'année », prix finalement remporté par la jeune Française. En finale de la Ligue des champions 2009-2010, les Lyonnaises perdent aux tirs au but (0-0, 6 tab à 7) alors qu'elles avaient deux tirs au but d'avance, face au FFC Turbine Potsdam.
En 2011, elles remportent la Ligue des champions après une victoire (2-0) face à ces mêmes adversaires. Les Lyonnaises remportent la compétition en 2012 face au FFC Francfort (2-0) et conservent ainsi leur titre continental, ce qui constitue une première pour un club français. La même année, elles réalisent le premier triplé de l'histoire du football français en remportant également la coupe de France en s'imposant 2-1 face au Montpellier HSC et le championnat de France en s'imposant 3-0 lors de la dernière journée face au FCF Juvisy, qui était encore en course pour le titre. Du 22 au 25 novembre 2012, les Lyonnaises remportent à Saitama au Japon, la Mobcast Cup organisée par la ligue féminine japonaise, qui est un tournoi amical entre deux équipes japonaises, une équipe australienne et l'équipe française, ayant pour but de pousser la FIFA à organiser une coupe du monde des clubs similaire à celle des hommes.

#### Hégémonie européenne (2013-2022)
Le 10 avril 2013, les Lyonnaises sont officiellement championnes de France pour la 7e fois consécutive et pour la 11e fois de leur histoire grâce à une victoire face à Vendenheim avant la fin de la saison. Au cours de ce championnat, elles gagnent chacun de leurs 22 matchs en inscrivant au total 132 buts pour 5 encaissés. Elles atteignent leur 4e finale consécutive de Ligue des champions, qui se solde par une défaite 1-0 face au VfL Wolfsburg. Les Lyonnaises remportent une 5e Coupe de France en battant l'AS Saint-Étienne par 3-1, le 8 juin 2013. En 2014, l'équipe s'adjuge un nouveau doublé Coupe-Championnat national mais est éliminée précocement de la Coupe d’Europe en 1/8e de finale par le club allemand du FFC Turbine Potsdam.[réf. souhaitée]
En 2015, l'équipe réussit son 5e doublé Coupe-Championnat, et 4e consécutif, mais a vu sa route en Ligue des champions se terminer en huitième de finale, éliminée par le PSG 1 à 0. En championnat, elles gagnent leurs 22 matchs, pour un record de buts marqués (147 et meilleure attaque), et six buts encaissés (meilleure défense). Le 23 mars 2016, les joueuses disputent le premier match de leur histoire au Parc Olympique lyonnais. Les Lyonnaises l'emportent ce soir-là 9-1 face à l'équipe tchèque du Slavia Prague, en 1/4 de finale aller de la Ligue des champions féminine de l'UEFA 2015-2016. Le 24 avril 2016, c'est dans ce même Parc OL qu'est battu le record d'affluence pour un match de club de football féminin en France, avec 22 050 spectateurs présents pour assister à la victoire des Lyonnaises 7-0 sur le PSG, en 1/2 finale aller de la Ligue des champions. Le 26 mai 2016, l'Olympique lyonnais remporte sa troisième Ligue des champions face au VfL Wolfsburg.[réf. souhaitée]
Le 20 décembre 2016, le Président du club Jean-Michel Aulas a annoncé le recrutement de la grande star américaine du football, Alex Morgan. Âgée de 27 ans au moment de la signature, elle a signé un contrat de six mois avec le club des Gones. Surnommée « David Beckham Féminin », Alex Morgan intégrera l'OL dès le début du mois de janvier 2017. L'internationale américaine, qui évoluait jusqu'à présent au sein du club d'Orlando en Floride, percevra donc un salaire de 25 000 euros par mois au club rhodanien. Le 1er juin 2017, l'Olympique lyonnais remporte sa quatrième Ligue des champions contre le Paris Saint-Germain.

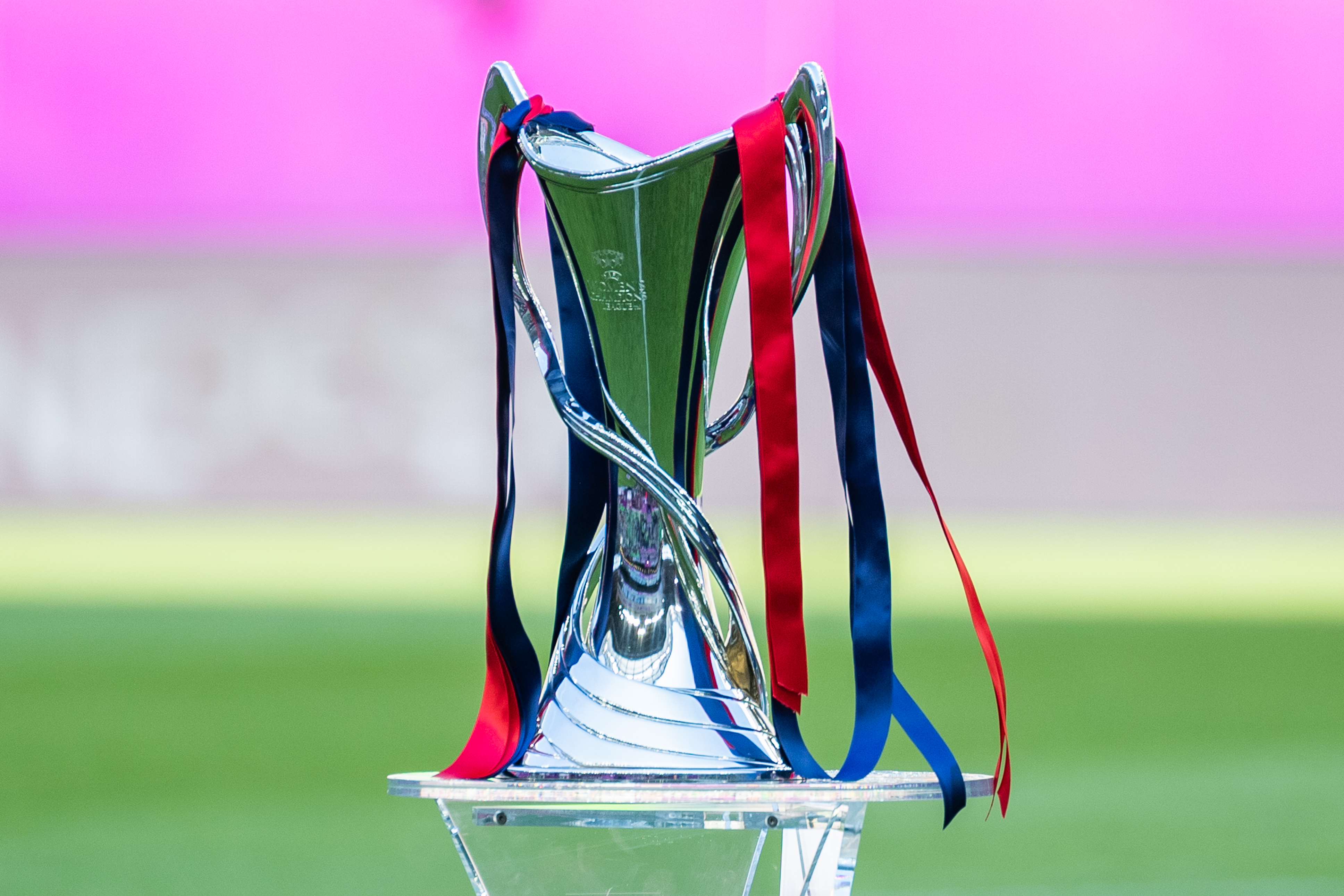
Trophée de la Ligue des champions féminine de l'UEFA.

Le 24 mai 2018, la section remporte son cinquième titre européen, le troisième consécutif face au VfL Wolfsburg (4-1 après prolongations). Grâce à cette nouvelle victoire, les Fenottes réalisent un double record : plus grand nombre de titres européens (cinq) et plus grand nombre de titres européens consécutifs (trois). Le 3 décembre 2018, la joueuse norvégienne Ada Hegerberg est élue premier Ballon d'or féminin France Football de l'histoire,. Le 24 avril 2019, le club remporte un treizième championnat de D1 féminine d'affilée. Le 8 mai 2019, les joueuses récupèrent la Coupe de France, qui leur avait échappé l'année précédente, pour un nouveau doublé ; elles battent en finale le LOSC 3-1.[réf. souhaitée]
La saison 2019-2020 est perturbée par la pandémie de Covid-19, qui obligera les différents championnats européens à décaler l'épilogue de leur saison à la période d'été. Le 6 août 2020, l'Olympique lyonnais annonce l'organisation d'un tournoi amical nommé Trophée Veolia féminin, qui se déroule les 13 et 15 août au Groupama Stadium en compagnie de trois autres équipes, qui sont Montpellier HSC, Juventus FC et le PSV Eindhoven. Le 9 août 2020, l'Olympique lyonnais remporte sa neuvième Coupe de France en battant le Paris Saint-Germain aux tirs au but (4-3). En remportant cette Coupe de France, l'Olympique lyonnais fête également un 30e titre à son palmarès. Le 30 août, l'équipe féminine remporte une septième Ligue des champions, sa cinquième consécutive, en battant Wolfsburg sur le score de 3-1.[réf. souhaitée]
Le printemps 2021 marque un coup d'arrêt puisque les Lyonnaises sont éliminées par le PSG en quart de finale de la Ligue des champions féminine 2020-2021. L'équipe termine d'ailleurs la saison sans le moindre trophée. Le club lyonnais réagit alors en remplaçant Jean-Luc Vasseur par Sonia Bompastor en tant qu'entraîneure principale de l'équipe féminine. Ce choix se révèle payant. Malgré une attaque moins prolifique que par le passé en championnat, Sonia Bompastor parvient à insuffler une nouvelle dynamique à son équipe en intégrant de jeunes joueuses comme Selma Bacha et Melvine Malard, qui deviennent toutes les deux des titulaires fréquentes.
Les Lyonnaises renouent avec le succès puisque le 21 mai 2022, elles remportent la Ligue des champions féminine 2021-2022, la huitième Ligue des champions de l'histoire du club, en battant en finale le FC Barcelone (3-1). La section remporte le 15e titre de champion de France de son histoire le 29 mai 2022 sur la pelouse du Paris Saint-Germain, qui le lui avait subtilisé[non neutre] en 2021, grâce à un but de l'Américaine Catarina Macario inscrit dès la troisième minute de jeu.[réf. souhaitée]

### Rachat par Michele Kang et changement de nom

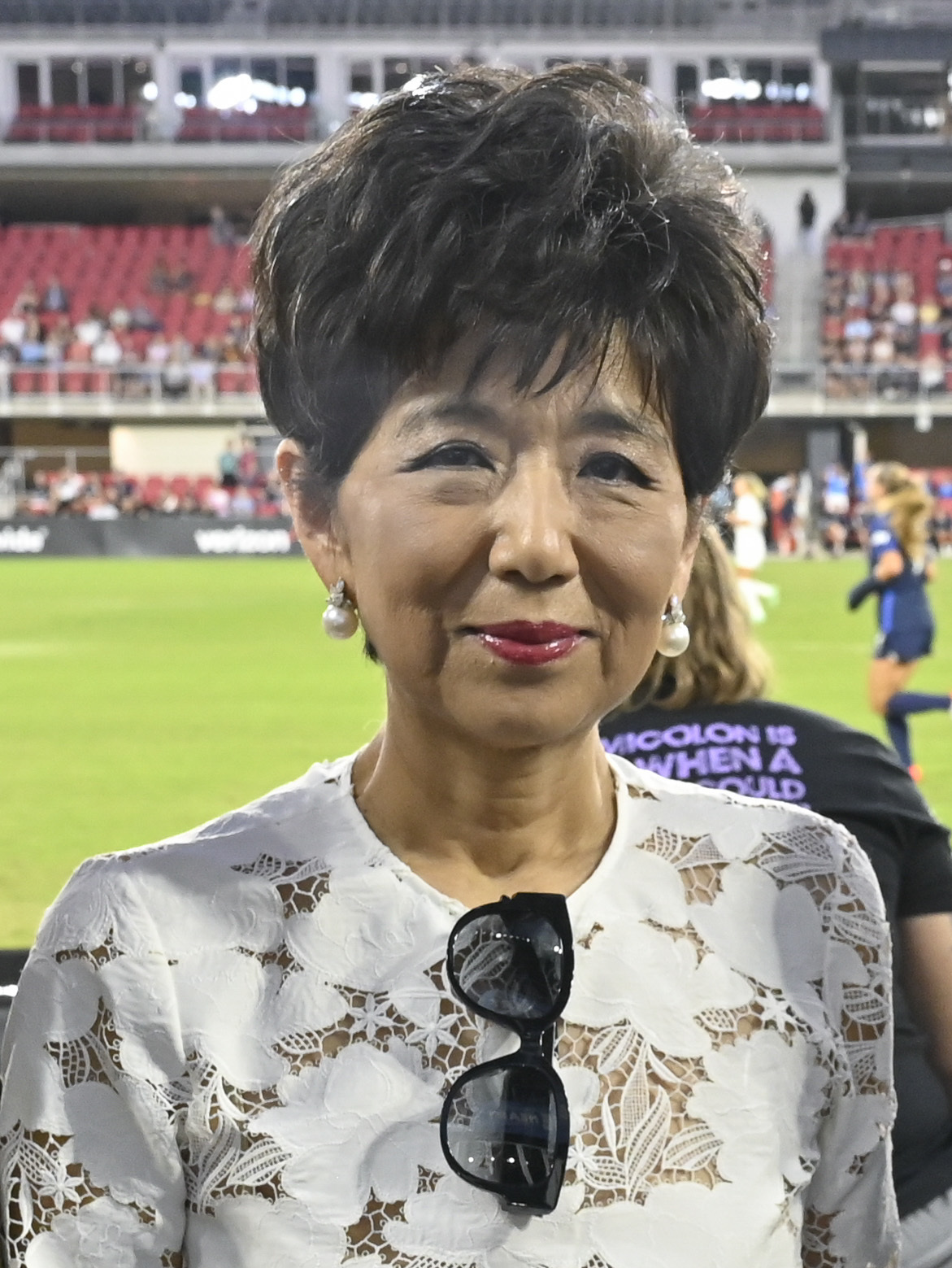
Michele Kang, présidente de lOL Lyonnes depuis 2023.

Le 16 mai 2023, le club annonce la vente de la majorité des parts (52,9 %) de la section féminine à la femme d'affaires américaine Michele Kang par l'intermédiaire de YMK Holdings. Jean-Michel Aulas reste président du club jusqu'à l'issue de la saison. La section est dorénavant jumelée avec les franchises du Washington Spirit et du London City Lionesses, également détenues par l'Américaine.
Son arrivée à la tête de la section est marquée par une volonté de restructuration profonde. En février 2024, elle déclare vouloir créer un centre d'entraînement et un stade de 15 000 à 20 000 places dédiés aux féminines ; la possibilité d'occuper un stade existant, ayant une meilleure localisation, est également à l'étude.
À la fin de la saison 2024-2025, après un dix-huitième titre de championnes de France, Michele Kang annonce un changement de nom et de blason. Le club est désormais nommé OL Lyonnes,. Elle annonce également que l'entièreté des matchs de la section, pour la saison 2025-2026, se joueront au Groupama Stadium. De plus, à partir de 2026, le centre de formation de Meyzieu sera totalement dédié aux féminines ; les professionnelles et les jeunes se côtoieront.

## Galerie

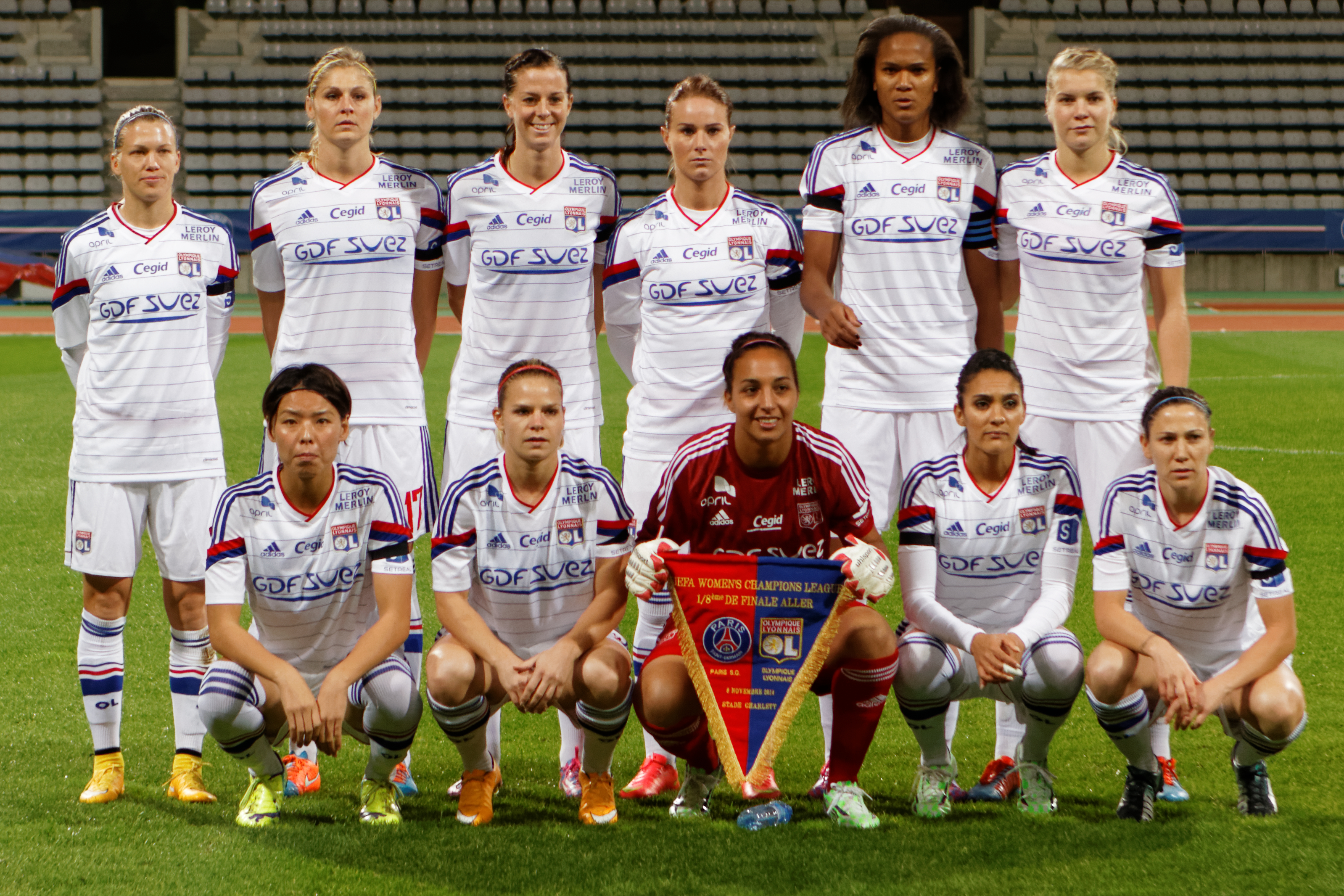
Effectif lors de la saison 2014-2015.
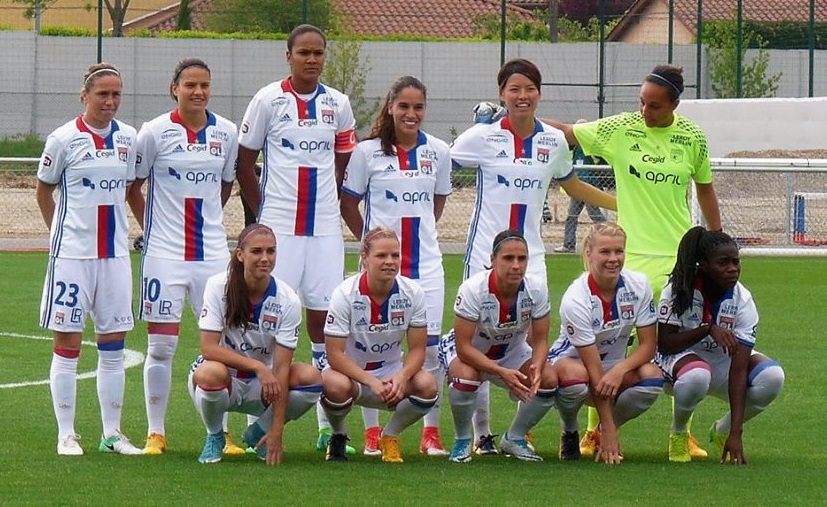
Effectif lors de la saison 2016-2017.
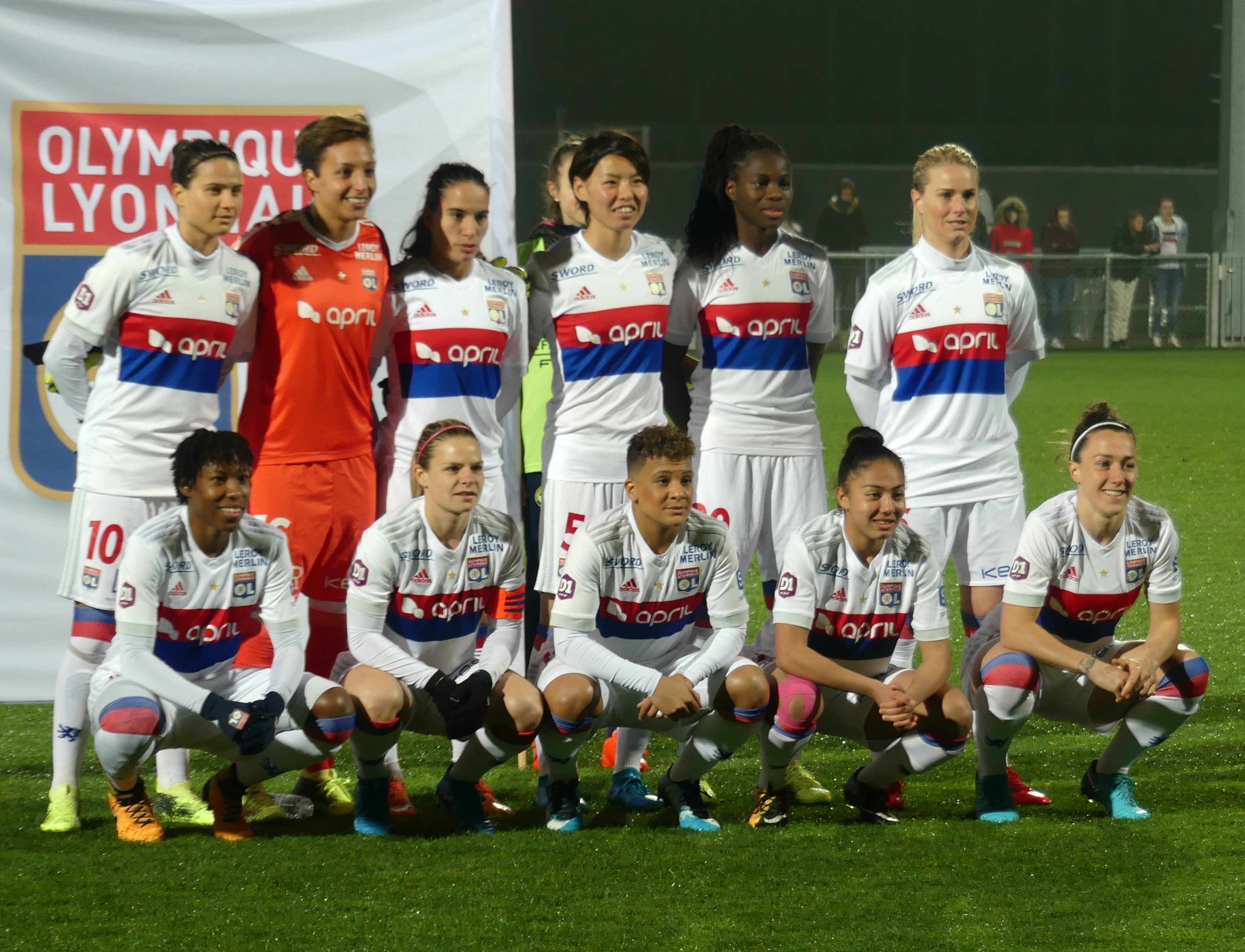
Effectif lors de la saison 2017-2018.
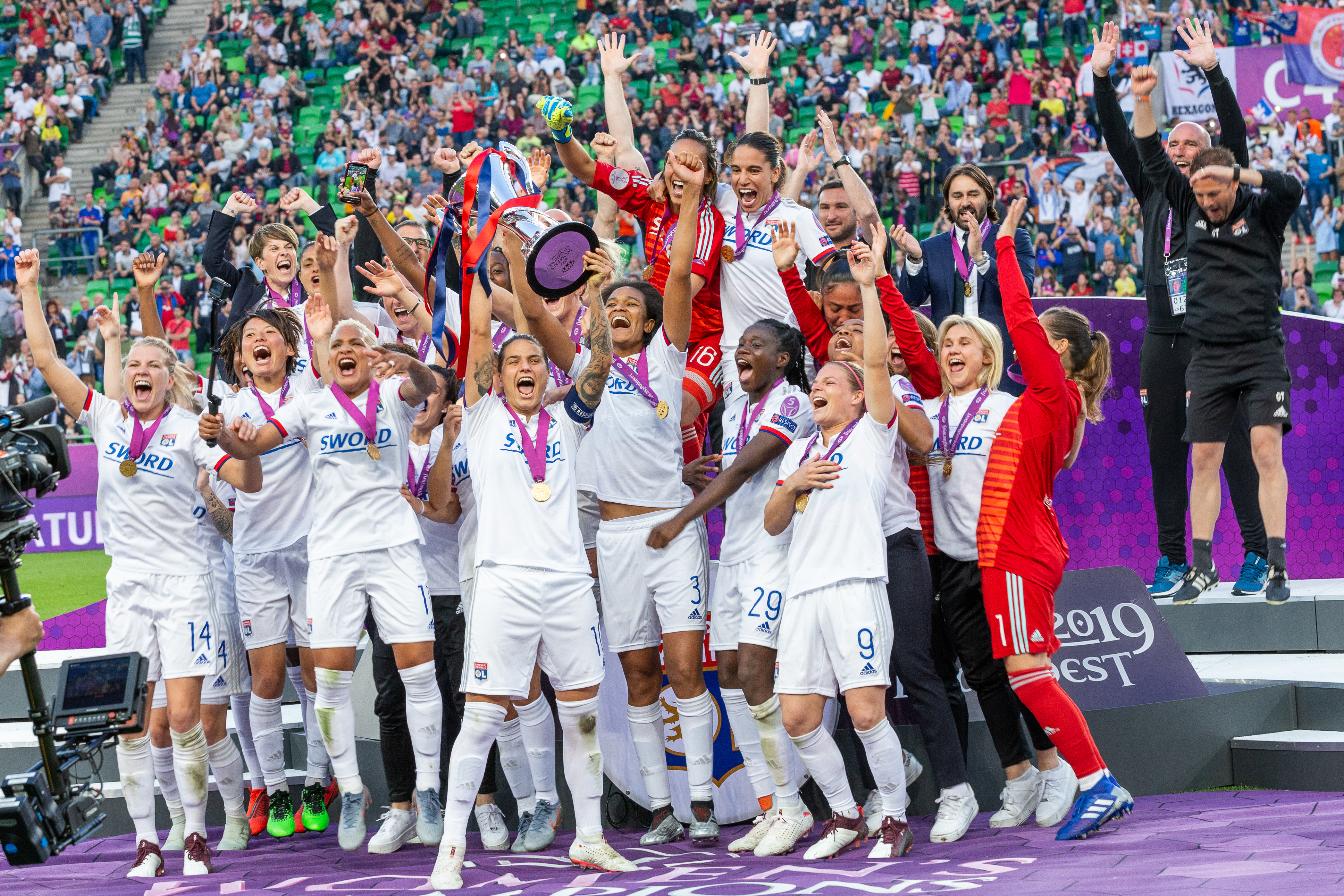
Célébration du 6e titre européen en 2019.

## Identité du club

### Logos
Le premier logo de la section, lors de sa création en 2004, reprend celui de l'Olympique lyonnais créé en 1996 et qui marque une nouvelle évolution dans le graphisme de l'emblème du club. Celui-ci retrouve une forme de blason avec chef, c'est-à-dire une bande supérieure horizontale. Celle-ci est de couleur rouge avec en fond et sur deux lignes la mention « Olympique lyonnais » en lettres capitales de couleur or.
La partie inférieure teinte en bleue est superposée des lettres OL bordées d'un liseré or et de fond blanc. Le lion caractéristique de la ville de Lyon est inséré dans la lettre O en couleur or. Une petite évolution à ce blason a été effectuée en 2006. Elle concerne la mention « Olympique lyonnais » de la partie supérieure. La couleur or est remplacée par des caractères blancs.

2004-2006
2006-2022
2022-19 mai 2025
Depuis le 19 mai 2025.

### Couleurs
À la suite de la création de la section en 2004, les joueuses arborent le même maillot que leurs homologues masculins. Historiquement, la couleur des maillots domiciles de l'Olympique lyonnais est le blanc. Le maillot comprend deux bandes rouge et bleue, qui sont les couleurs de la ville de Lyon.
| \| 2004-2006 \| 2006-2008 \| 2008-2009 \| 2009-2010 \| 2010-2011 \| 2011-2012 \| 2012-2013 \| \| 2013-2014 \| 2014-2015 \| 2015-2016 \| 2016-2017 \| 2017-2018 \| 2018-2019 \| 2019-2020 \| \| 2020-2021 \| 2021-2022 \| 2022-2023 \| 2023-2024 \| 2024-2025 \| 2025-2026 \| \| |           |           |           |           |           |           |
| 2004-2006 | 2006-2008 | 2008-2009 | 2009-2010 | 2010-2011 | 2011-2012 | 2012-2013 |
| 2013-2014 | 2014-2015 | 2015-2016 | 2016-2017 | 2017-2018 | 2018-2019 | 2019-2020 |
| 2020-2021 | 2021-2022 | 2022-2023 | 2023-2024 | 2024-2025 | 2025-2026 |           |

| \| 2004-2005 \| 2005-2007 \| 2007-2008 \| 2008-2009 \| 2009-2010 \| 2010-2011 \| 2011-2012 \| \| \| 2012-2013 \| 2013-2014 \| 2014-2015 \| 2015-2016 \| 2016-2017 \| 2017-2018 \| 2018-2019 \| \| \| 2019-2020 \| 2020-2021 \| 2021-2022 \| 2022-2023 \| 2023-2024 \| 2024-2025 \| 2025-2026 \| \| |           |           |           |           |           |           |  |
| 2004-2005 | 2005-2007 | 2007-2008 | 2008-2009 | 2009-2010 | 2010-2011 | 2011-2012 |  |
| 2012-2013 | 2013-2014 | 2014-2015 | 2015-2016 | 2016-2017 | 2017-2018 | 2018-2019 |  |
| 2019-2020 | 2020-2021 | 2021-2022 | 2022-2023 | 2023-2024 | 2024-2025 | 2025-2026 |  |

| \| 2004-2005 \| 2005-2006 \| 2006-2007 \| 2007-2008 \| 2008-2009 \| 2009-2010 \| 2010-2011 \| \| \| 2011-2012 \| 2012-2013 \| 2013-2014 \| 2014-2015 \| 2015-2016 \| 2016-2017 \| 2017-2018 \| \| \| 2018-2019 \| 2019-2020 \| 2020-2021 \| 2021-2022 \| 2022-2023 \| 2023-2024 \| 2024-2025 \| \| |           |           |           |           |           |           |  |
| 2004-2005 | 2005-2006 | 2006-2007 | 2007-2008 | 2008-2009 | 2009-2010 | 2010-2011 |  |
| 2011-2012 | 2012-2013 | 2013-2014 | 2014-2015 | 2015-2016 | 2016-2017 | 2017-2018 |  |
| 2018-2019 | 2019-2020 | 2020-2021 | 2021-2022 | 2022-2023 | 2023-2024 | 2024-2025 |  |

### Équipementiers et sponsors
| Période   | Equipementier | Sponsor                 |
| --------- | ------------- | ----------------------- |
| 2004-2005 | Umbro         | aucun                   |
| 2005-2009 | Umbro         | Renault Trucks          |
| 2009-2010 | Umbro         | Leroy Merlin            |
| 2010-2011 | Adidas        | Leroy Merlin            |
| 2011-2012 | Adidas        | Leroy Merlin / Citroën  |
| 2012-2017 | Adidas        | April / GDF Suez 0Engie |
| 2017-2020 | Adidas        | April / Sword           |
| 2020-2023 | Adidas        | Mastercard / Sword      |
| 2023-2026 | Adidas        | Mastercard              |

À ses débuts en 2004, la section féminine est liée avec l'équipementier Umbro, à l'instar de la section masculine. Initialement prévu jusqu'en 2007, le club prolonge son contrat avec l'équipementier jusqu'à juin 2010. Cependant, le 11 août 2009, le club annonce avoir trouvé un accord avec l'équipementier Adidas, pour un contrat courant sur dix saisons à compter de la saison 2010-2011 ; ce contrat est estimé entre 8 et 10 millions par an et concerne toutes les sections du club.
Après une première saison sans sponsor apparent, les lyonnaises arborent un maillot sponsorisé par Renault Trucks jusqu'en juin 2009.[réf. souhaitée] Les trois saisons suivantes, les féminines sont spécifiquement sponsorisées par Leroy Merlin ainsi que par Citroën en 2011-2012 pour les matchs de coupe.[réf. souhaitée]
Depuis la saison 2012-2013, les lyonnaises arborent un maillots floqué April pour les matchs de Division 1. Pour les matchs de Ligue des champions, un partenariat est conclu avec GDF Suez (puis Engie) pour une durée de cinq saisons de 2012 à 2017. Depuis 2017, c'est le Groupe Sword qui sponsorise les matchs européens. En septembre 2020, Mastercard devient le principal sponsor de la section pour les matchs de Division 1.
En 2022, l'équipe féminine de l'Olympique Lyonnais suscite une polémique pour le sponsoring dont elle bénéficie de la part d'Herbalife, une société spécialisée dans la vente multiniveau de compléments alimentaires dans le viseur de la Miviludes déjà condamnée en France et à l'étranger pour ses pratiques commerciales. À partir de la saison 2023-2024, Sword ne sponsorise plus les matchs de Ligue des champions au profit de Mastercard, après six années de collaboration.[réf. souhaitée]

## Palmarès et records

### Palmarès
Depuis 2004, le palmarès de l'équipe féminine de l'Olympique lyonnais comporte dix-huit Championnats de France, dix Challenges ou Coupes de France, trois Trophées des championnes, huit Ligues des Champions de l'UEFA et une Coupe du monde non officielle des clubs. Les tableaux suivants listent le palmarès du club dans les différentes compétitions officielles (au niveau national, international, régional) ainsi que le palmarès individuel de la section.
| Compétitions internationales | Compétitions nationales |
| - Ligue des champions de l'UEFA (8) : - Vainqueur : 2011, 2012, 2016, 2017, 2018, 2019, 2020, 2022. - Finaliste : 2010, 2013, 2024. | - Championnat de France (18) : - Champion : 2007, 2008, 2009, 2010, 2011, 2012, 2013, 2014, 2015, 2016, 2017, 2018, 2019, 2020, 2022, 2023, 2024, 2025. - Vice-champion : 2021 - Coupe de France (10) : - Vainqueur : 2008, 2012, 2013, 2014, 2015, 2016, 2017, 2019, 2020, 2023. - Finaliste : 2005, 2006, 2007, 2018. - Trophée des championnes (3) : - Vainqueur : 2019, 2022, 2023. |
| Compétitions internationales amicales | - Championnat de France (18) : - Champion : 2007, 2008, 2009, 2010, 2011, 2012, 2013, 2014, 2015, 2016, 2017, 2018, 2019, 2020, 2022, 2023, 2024, 2025. - Vice-champion : 2021 - Coupe de France (10) : - Vainqueur : 2008, 2012, 2013, 2014, 2015, 2016, 2017, 2019, 2020, 2023. - Finaliste : 2005, 2006, 2007, 2018. - Trophée des championnes (3) : - Vainqueur : 2019, 2022, 2023. |
| - Coupe du monde des clubs féminins - Mobcast Cup (1) : - Vainqueur : 2012. - Valais Cup (1) : - Vainqueur : 2014. - Women's International Champions Cup (2) : - Vainqueur : 2019, 2022. - Finaliste : 2018, 2021. - Trophée Veolia (1) : - Vainqueur : 2020. | - Championnat de France (18) : - Champion : 2007, 2008, 2009, 2010, 2011, 2012, 2013, 2014, 2015, 2016, 2017, 2018, 2019, 2020, 2022, 2023, 2024, 2025. - Vice-champion : 2021 - Coupe de France (10) : - Vainqueur : 2008, 2012, 2013, 2014, 2015, 2016, 2017, 2019, 2020, 2023. - Finaliste : 2005, 2006, 2007, 2018. - Trophée des championnes (3) : - Vainqueur : 2019, 2022, 2023. |
| Équipes réserves | Distinctions |
| - Championnat de France de D3 (1) : - Champion : 2010. | - Prix IFFHS de la meilleure équipe du monde (7) : - Élue : 2012, 2015, 2016, 2017, 2018, 2019, 2020,. - Globe Soccer Awards du meilleur club féminin de l'année (1) : - Élue : 2022 |

### Meilleures buteuses par saison

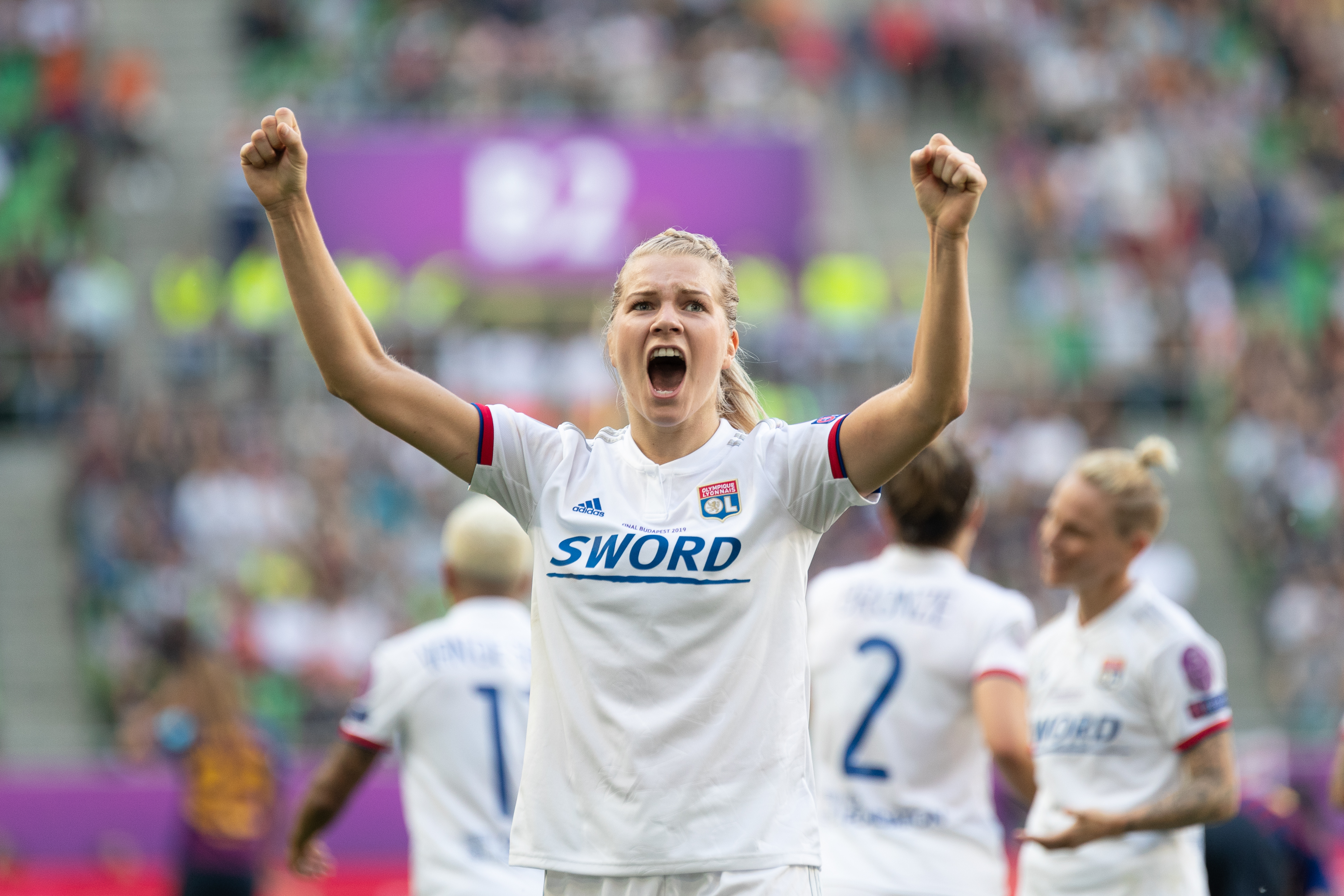
Le 18 mai 2019 à Budapest.
Ada Hegerberg bat de nombreux records avec l'OL :
• Meilleure buteuse de l'histoire de la WCL (66).
• Meilleure buteuse pour un club en WCL (62).
• Nombre de buts marqués sur une saison TCC (54 en 2015-2016).
• Nombre de buts marqués sur une saison en WCL (15 en 2017-2018).
• Première joueuse à marquer trois buts en finale de WCL (2019).

Ce tableau présente les meilleures buteuses de l'Olympique lyonnais à l'issue de chaque saison (toutes compétitions confondues) depuis le rattachement du FC Lyon lors de la saison 2004-2005. L'internationale norvégienne, Ada Hegerberg, est la seule joueuse à avoir franchi la barre symbolique des cinquante buts sur une saison (toutes compétitions confondues) en 2015-2016 et 2017-2018.
| Saison    | Joueuse                | Buts |
| --------- | ---------------------- | ---- |
| 2004-2005 | Séverine Cr.-Laplantes | 0160 |
| 2005-2006 | Sandrine Brétigny      | 13   |
| 2006-2007 | Sandrine Brétigny      | 48   |
| 2007-2008 | Sandrine Brétigny      | 32   |
| 2008-2009 | Kátia da Silva         | 37   |
| 2009-2010 | Kátia da Silva         | 21   |
| 2010-2011 | Eugénie Le Sommer      | 28   |
| 2011-2012 | Lotta Schelin          | 0380 |
| 2012-2013 | Lotta Schelin          | 38   |
| 2013-2014 | Lotta Schelin          | 23   |
| 2014-2015 | Lotta Schelin          | 41   |
| 2015-2016 | Ada Hegerberg          | 54   |
| 2016-2017 | Eugénie Le Sommer      | 29   |
| 2017-2018 | Ada Hegerberg          | 53   |
| 2018-2019 | Ada Hegerberg          | 29   |
| 2019-2020 | Ada Hegerberg          | 23   |
| 2020-2021 | Nikita Parris          | 15   |
| 2021-2022 | Catarina Macario       | 23   |
| 2022-2023 | Signe Bruun            | 10   |
| 2023-2024 | Ada Hegerberg          | 21   |
| 2024-2025 | Melchie Dumornay       | 22   |

### Statistiques et records
Le tableau ci-dessous présente les principaux records et statistiques de la section féminine de l'Olympique lyonnais dans les trois compétitions officielles depuis 2004.
| Records en Championnat de France D1 | Autres records |
| - Nombre de titres : 15 - Nombre de titres consécutifs : 14 - Nombre de saisons avec 100 % de victoires : 3 - Nombre de buts marqués en une saison : 147 (2015) - Nombre de buts encaissés en une saison : 3 (2012) - Nombre de doublés Coupe/Championnat : 7 (6 consécutivement de 2012 à 2017) - Plus large victoire dans la compétition face au FC Metz : 0-15 (07/09/2014) | - Période d'invincibilité L'équipe première est restée invaincue en première division entre le 14 mars 2010 (défaite face au FCF Juvisy 2-0) et le 18 janvier 2014 (défaite 0-1 face au Paris Saint-Germain), soit une succession de 87 matchs de championnat sans aucune défaite (83 victoires et 4 matchs nuls). Toutes compétitions confondues, elle est restée invaincue en matchs officiels dans le temps réglementaire entre le 17 mars 2010 et le 23 mai 2013, soit 122 matchs. En effet, sur cette période, elle a uniquement concédé des défaites lors des séances de tirs au but en finale de la Ligue des champions 2009-2010 face au FFC Turbine Potsdam, en demi-finale de Challenge de France 2009-2010 face au Paris Saint-Germain et en quart de finale de Challenge de France 2010-2011 face au FCF Juvisy. Le VfL Wolfsburg a mis fin à cette invincibilité en battant Lyon 1-0 en finale de la Ligue des champions 2012-2013 après deux saisons entières sans aucune défaite. - Période d'invincibilité à domicile L'équipe première est restée invaincue à domicile entre le 10 septembre 2006 (défaite face au FCF Juvisy 0-1) et le 18 janvier 2014 (défaite 0-1 face au Paris Saint-Germain). Toutes compétitions confondues, l'équipe première est restée invaincue à domicile entre le 10 septembre 2006 (défaite face au FCF Juvisy 0-1 en championnat de France) et le 14 novembre 2013 (défaite 1-2 face au FFC Turbine Potsdam en Ligue des champions). - Inviolabilité L'équipe première conserve sa cage inviolée du 30 septembre 2017 au 28 janvier 2018, soit 16 matchs d'affilée toutes compétitions confondues. La série est plus importante si on ne tient compte que du championnat, avec 17 matchs entre le 11 décembre 2011 et le 11 novembre 2012. - L'épreuve des tirs au but L'équipe a effectué à 11 reprises l'épreuve des tirs au but : - 8 fois en Challenges ou Coupes de France : 2 remportées pour 6 perdues. - 3 fois en finale de Ligue des champions: 2 remportées et 1 perdue. |
| Records en Challenge ou Coupe de France | - Période d'invincibilité L'équipe première est restée invaincue en première division entre le 14 mars 2010 (défaite face au FCF Juvisy 2-0) et le 18 janvier 2014 (défaite 0-1 face au Paris Saint-Germain), soit une succession de 87 matchs de championnat sans aucune défaite (83 victoires et 4 matchs nuls). Toutes compétitions confondues, elle est restée invaincue en matchs officiels dans le temps réglementaire entre le 17 mars 2010 et le 23 mai 2013, soit 122 matchs. En effet, sur cette période, elle a uniquement concédé des défaites lors des séances de tirs au but en finale de la Ligue des champions 2009-2010 face au FFC Turbine Potsdam, en demi-finale de Challenge de France 2009-2010 face au Paris Saint-Germain et en quart de finale de Challenge de France 2010-2011 face au FCF Juvisy. Le VfL Wolfsburg a mis fin à cette invincibilité en battant Lyon 1-0 en finale de la Ligue des champions 2012-2013 après deux saisons entières sans aucune défaite. - Période d'invincibilité à domicile L'équipe première est restée invaincue à domicile entre le 10 septembre 2006 (défaite face au FCF Juvisy 0-1) et le 18 janvier 2014 (défaite 0-1 face au Paris Saint-Germain). Toutes compétitions confondues, l'équipe première est restée invaincue à domicile entre le 10 septembre 2006 (défaite face au FCF Juvisy 0-1 en championnat de France) et le 14 novembre 2013 (défaite 1-2 face au FFC Turbine Potsdam en Ligue des champions). - Inviolabilité L'équipe première conserve sa cage inviolée du 30 septembre 2017 au 28 janvier 2018, soit 16 matchs d'affilée toutes compétitions confondues. La série est plus importante si on ne tient compte que du championnat, avec 17 matchs entre le 11 décembre 2011 et le 11 novembre 2012. - L'épreuve des tirs au but L'équipe a effectué à 11 reprises l'épreuve des tirs au but : - 8 fois en Challenges ou Coupes de France : 2 remportées pour 6 perdues. - 3 fois en finale de Ligue des champions: 2 remportées et 1 perdue. |
| - Nombre de finales disputées : 13 - Nombre de finales disputées consécutivement : 9 (2012 à 2020) - Nombre de titres consécutifs : 6 (2012 à 2017) - Nombre d'éliminations ou finales perdues en séance de tirs au but : 6 - Plus large victoire dans la compétition face au Racing Besançon : 0-20 (07/01/2018) | - Période d'invincibilité L'équipe première est restée invaincue en première division entre le 14 mars 2010 (défaite face au FCF Juvisy 2-0) et le 18 janvier 2014 (défaite 0-1 face au Paris Saint-Germain), soit une succession de 87 matchs de championnat sans aucune défaite (83 victoires et 4 matchs nuls). Toutes compétitions confondues, elle est restée invaincue en matchs officiels dans le temps réglementaire entre le 17 mars 2010 et le 23 mai 2013, soit 122 matchs. En effet, sur cette période, elle a uniquement concédé des défaites lors des séances de tirs au but en finale de la Ligue des champions 2009-2010 face au FFC Turbine Potsdam, en demi-finale de Challenge de France 2009-2010 face au Paris Saint-Germain et en quart de finale de Challenge de France 2010-2011 face au FCF Juvisy. Le VfL Wolfsburg a mis fin à cette invincibilité en battant Lyon 1-0 en finale de la Ligue des champions 2012-2013 après deux saisons entières sans aucune défaite. - Période d'invincibilité à domicile L'équipe première est restée invaincue à domicile entre le 10 septembre 2006 (défaite face au FCF Juvisy 0-1) et le 18 janvier 2014 (défaite 0-1 face au Paris Saint-Germain). Toutes compétitions confondues, l'équipe première est restée invaincue à domicile entre le 10 septembre 2006 (défaite face au FCF Juvisy 0-1 en championnat de France) et le 14 novembre 2013 (défaite 1-2 face au FFC Turbine Potsdam en Ligue des champions). - Inviolabilité L'équipe première conserve sa cage inviolée du 30 septembre 2017 au 28 janvier 2018, soit 16 matchs d'affilée toutes compétitions confondues. La série est plus importante si on ne tient compte que du championnat, avec 17 matchs entre le 11 décembre 2011 et le 11 novembre 2012. - L'épreuve des tirs au but L'équipe a effectué à 11 reprises l'épreuve des tirs au but : - 8 fois en Challenges ou Coupes de France : 2 remportées pour 6 perdues. - 3 fois en finale de Ligue des champions: 2 remportées et 1 perdue. |
| Records en Ligue des champions | - Période d'invincibilité L'équipe première est restée invaincue en première division entre le 14 mars 2010 (défaite face au FCF Juvisy 2-0) et le 18 janvier 2014 (défaite 0-1 face au Paris Saint-Germain), soit une succession de 87 matchs de championnat sans aucune défaite (83 victoires et 4 matchs nuls). Toutes compétitions confondues, elle est restée invaincue en matchs officiels dans le temps réglementaire entre le 17 mars 2010 et le 23 mai 2013, soit 122 matchs. En effet, sur cette période, elle a uniquement concédé des défaites lors des séances de tirs au but en finale de la Ligue des champions 2009-2010 face au FFC Turbine Potsdam, en demi-finale de Challenge de France 2009-2010 face au Paris Saint-Germain et en quart de finale de Challenge de France 2010-2011 face au FCF Juvisy. Le VfL Wolfsburg a mis fin à cette invincibilité en battant Lyon 1-0 en finale de la Ligue des champions 2012-2013 après deux saisons entières sans aucune défaite. - Période d'invincibilité à domicile L'équipe première est restée invaincue à domicile entre le 10 septembre 2006 (défaite face au FCF Juvisy 0-1) et le 18 janvier 2014 (défaite 0-1 face au Paris Saint-Germain). Toutes compétitions confondues, l'équipe première est restée invaincue à domicile entre le 10 septembre 2006 (défaite face au FCF Juvisy 0-1 en championnat de France) et le 14 novembre 2013 (défaite 1-2 face au FFC Turbine Potsdam en Ligue des champions). - Inviolabilité L'équipe première conserve sa cage inviolée du 30 septembre 2017 au 28 janvier 2018, soit 16 matchs d'affilée toutes compétitions confondues. La série est plus importante si on ne tient compte que du championnat, avec 17 matchs entre le 11 décembre 2011 et le 11 novembre 2012. - L'épreuve des tirs au but L'équipe a effectué à 11 reprises l'épreuve des tirs au but : - 8 fois en Challenges ou Coupes de France : 2 remportées pour 6 perdues. - 3 fois en finale de Ligue des champions: 2 remportées et 1 perdue. |
| - Nombre de titres dans la compétition : 8 - Nombre de titres consécutifs : 5 (2016 à 2020) - Nombre de finales disputées : 10 - Nombre de finales disputées consécutivement : 5 (2016 à 2020) - Nombre de matchs disputés dans la compétition : 104 - Nombre de participations à la compétition : 13 - Nombre de participations d'affilée à la compétition : 13 - Meilleure buteuse sur une saison : Ada Hegerberg en 2018 (15) - Plus large victoire dans la compétition face au FK Slovan Šaľa : 12-0 (09/08/2007) | - Période d'invincibilité L'équipe première est restée invaincue en première division entre le 14 mars 2010 (défaite face au FCF Juvisy 2-0) et le 18 janvier 2014 (défaite 0-1 face au Paris Saint-Germain), soit une succession de 87 matchs de championnat sans aucune défaite (83 victoires et 4 matchs nuls). Toutes compétitions confondues, elle est restée invaincue en matchs officiels dans le temps réglementaire entre le 17 mars 2010 et le 23 mai 2013, soit 122 matchs. En effet, sur cette période, elle a uniquement concédé des défaites lors des séances de tirs au but en finale de la Ligue des champions 2009-2010 face au FFC Turbine Potsdam, en demi-finale de Challenge de France 2009-2010 face au Paris Saint-Germain et en quart de finale de Challenge de France 2010-2011 face au FCF Juvisy. Le VfL Wolfsburg a mis fin à cette invincibilité en battant Lyon 1-0 en finale de la Ligue des champions 2012-2013 après deux saisons entières sans aucune défaite. - Période d'invincibilité à domicile L'équipe première est restée invaincue à domicile entre le 10 septembre 2006 (défaite face au FCF Juvisy 0-1) et le 18 janvier 2014 (défaite 0-1 face au Paris Saint-Germain). Toutes compétitions confondues, l'équipe première est restée invaincue à domicile entre le 10 septembre 2006 (défaite face au FCF Juvisy 0-1 en championnat de France) et le 14 novembre 2013 (défaite 1-2 face au FFC Turbine Potsdam en Ligue des champions). - Inviolabilité L'équipe première conserve sa cage inviolée du 30 septembre 2017 au 28 janvier 2018, soit 16 matchs d'affilée toutes compétitions confondues. La série est plus importante si on ne tient compte que du championnat, avec 17 matchs entre le 11 décembre 2011 et le 11 novembre 2012. - L'épreuve des tirs au but L'équipe a effectué à 11 reprises l'épreuve des tirs au but : - 8 fois en Challenges ou Coupes de France : 2 remportées pour 6 perdues. - 3 fois en finale de Ligue des champions: 2 remportées et 1 perdue. |

### Compositions des finales de Ligue des champions
La galerie ci-dessous présente les différents effectifs titulaires lors des huit finales de Ligue des champions remportées par l'Olympique lyonnais.
| 0                                                        | 0                                                        | 0                                                                 | 0                                                                      |
| 1re - Londres Craven Cottage                             | 2e - Munich Stade olympique                              | 3e - Reggio d'Émilie Stadio Città del Tricolore                   | 4e - Cardiff Cardiff City Stadium                                      |
| -------------------------------------------------------- | -------------------------------------------------------- | ----------------------------------------------------------------- | ---------------------------------------------------------------------- |
| Face au FFC Turbine Potsdam 26 mai 2011 Résultat : 2 - 0 | Face au FFC Francfort 17 mai 2012 Résultat : 2 - 0       | Face au VfL Wolfsburg 26 mai 2016 Résultat : 1 - 1 a.p. (4p - 3p) | Face au Paris St-Germain 1er juin 2017 Résultat : 0 - 0 a.p. (7p - 6p) |
| Entraîneur : Patrice Lair Joueuse du match : Abily       | Entraîneur : Patrice Lair Joueuse du match : Abily       | Entraîneur : Gérard Prêcheur Joueuse du match : Kumagai           | Entraîneur : Gérard Prêcheur Joueuse du match : Marozsán               |
|                                                          |                                                          |                                                                   |                                                                        |
|                                                          |                                                          |                                                                   |                                                                        |
| 5e - Kiev Stade Dynamo Lobanovski                        | 6e - Budapest Groupama Aréna                             | 7e - Saint-Sébastien Stade d'Anoeta                               | 8e - Turin Juventus Stadium                                            |
| Face au VfL Wolfsburg 24 mai 2018 Résultat : 4 - 1 a.p.  | Face au FC Barcelone 18 mai 2019 Résultat : 4 - 1        | Face au VfL Wolfsburg 30 août 2020 Résultat : 3 - 1               | Face au FC Barcelone 21 mai 2022 Résultat : 3 - 1                      |
| Entraîneur : Reynald Pedros Joueuse du match : Henry     | Entraîneur : Reynald Pedros Joueuse du match : Hegerberg | Entraîneur : Jean-Luc Vasseur Joueuse du match : Cascarino        | Entraîneur : Sonia Bompastor Joueuse du match : Henry                  |
|                                                          |                                                          |                                                                   |                                                                        |
|                                                          |                                                          |                                                                   |                                                                        |

## Bilan saison par saison
Le tableau suivant retrace le parcours du club depuis sa création en 1970 sous le nom de FC Lyon, puis d'Olympique lyonnais à partir de 2004.

## Personnalités du club

### Historique des présidents
- Jean-Michel Aulas (1988 à 2023)
- Paul Piemontese (section féminine) (1988 à 2014)
- Marino Faccioli (section féminine) (depuis 2014)
- Michele Kang (section féminine) (depuis 2023)

### Historique des entraîneurs
| 1. |  | Farid Benstiti 2004-2010 - 186 m. (142v 29n 15d) - 76,3 % 5 tit. - (4ch 1cp 0cl) | 5. |  | Jean-Luc Vasseur 2019-2021 - 53 m. (47v 4n 2d) - 88.6 % 4 tit. - (1ch 1cp 1sc 1cl)  |
| 2. |  | Patrice Lair 2010-2014 - 141 m. (132v 6n 3d) - 93,6 % 9 tit. - (4ch 3cp 2cl)     | 6. |  | Sonia Bompastor 2021-2024 - 118 m. (101v 9n 8d) - 85,5 % 7 tit. - (3ch 1cp 2sc 1cl) |
| 3. |  | Gérard Prêcheur 2014-2017 - 106 m. (94v 8n 4d) - 88,6 % 8 tit. - (3ch 3cp 2cl)   | 7. |  | Joe Montemurro 2024-2025 - 35 m. (31v 3n 1d) - 88,5 % 1 tit. - (1ch 0cp 0sc 0cl)    |
| 4. |  | Reynald Pedros 2017-2019 - 73 m. (67v 5n 1d) - 91,7 % 5 tit. - (2ch 1cp 2cl)     | 8. |  | Jonatan Giráldez Depuis 2025 - 0 m. (0v 0n 0d) - 00,0 % 0 tit. - (0ch 0cp 0sc 0cl)  |

Depuis 2004, la section féminine de l'Olympique lyonnais a été entraînée par quatre entraîneurs différents. Tout d'abord, Farid Benstiti, qui était à la tête de l'équipe depuis 2001 lorsque la section appartenait au FC Lyon ; il remporte cinq titres (4 championnats et 1 Coupe de France) et atteint la finale de la Ligue des champions. Il est remplacé en 2010 par Patrice Lair, qui parvient à remporter la Ligue des champions sur deux saisons consécutives ; il remporte neuf titres (4 championnats, 3 Coupes de France et 2 Ligues des champions).
En 2014, il est remplacé par Gérard Prêcheur, qui est le premier à réaliser le triplé sur deux saisons consécutives ; il remporte huit titres (3 championnats, 3 Coupes de France et 2 Ligues des champions) et est élu meilleur entraîneur du Championnat de France en 2016 par la Fédération française de football. Il ne renouvelle pas son contrat et est remplacé en 2017 par Reynald Pedros, qui fait ses premiers pas dans le football féminin ; il doit tenter d’insuffler un état d'esprit plus offensif en s'inspirant de son expérience, notamment au FC Nantes. Mais après seulement deux saisons et cinq titres glanés sur six possibles (dont 2 Ligues des champions), il décide de mettre un terme à son expérience lyonnaise et est remplacé par Jean-Luc Vasseur en juin 2019. 
Après le quart de finale de Ligue des champions perdu face au Paris Saint-Germain, Jean-Luc Vasseur est remplacé le 27 avril 2021 par Sonia Bompastor. Après avoir acquis sept titres, elle quitte le club à l'issue de la saison 2023-2024 et rejoint le Chelsea FC. Elle est remplacée par l'australien Joe Montemurro, premier entraîneur étranger nommé à ce poste. Après une saison mitigée, il est remplacé par Jonatan Giráldez, ancien entraîneur du Washington Spirit et du FC Barcelone,  pour une durée de trois ans. À noter que deux matchs de la section ont été dirigés par Antonin Da Fonseca en 2012 et 2013 pour cause d'indisponibilités de l'entraîneur de l’époque, Patrice Lair.

### Joueuses emblématiques

#### Les plus capées
Ce tableau retrace la liste des joueuses les plus capées de l'histoire de l'Olympique lyonnais depuis le rattachement du FC Lyon lors de la saison 2004-2005.
| Nb. | Joueuses     | Carrière au club      | Championnat | Coupe | Europe | TDC | Total |
| --- | ------------ | --------------------- | ----------- | ----- | ------ | --- | ----- |
| 1re | W. Renard    | 2006-                 | 315         | 61    | 125    | 2   | 503   |
| 2e  | E. Le Sommer | 2010-2021 / 2022-2025 | 264         | 61    | 102    | 3   | 430   |
| 3e  | A. Henry     | 2007-2016 / 2018-2023 | 221         | 49    | 83     | 1   | 354   |
| 4e  | A. Majri     | 2010-2025             | 201         | 46    | 79     | 2   | 328   |
| 5e  | C. Abily     | 2006-2009 / 2010-2018 | 216         | 44    | 67     | -   | 326   |
| 6e  | S. Bouhaddi  | 2009-2021 / 2022      | 199         | 28    | 76     | 1   | 304   |
| 7e  | L. Necib     | 2007-2016             | 173         | 39    | 66     | -   | 278   |
| 8e  | É. Thomis    | 2007-2018             | 169         | 43    | 64     | -   | 276   |
| 9e  | A. Hegerberg | 2014-                 | 169         | 30    | 68     | 2   | 269   |
| 10e | S. Kumagai   | 2013-2021             | 152         | 33    | 54     | 1   | 240   |

#### Meilleures buteuses
Eugénie Le Sommer bat l'ancien record de Lotta Schelin le 11 février 2018 en marquant son 226e but lors du match de Coupe de France face au Toulouse FC. Le tableau ci-dessous retrace la liste des meilleures buteuses de l'histoire de l'Olympique lyonnais depuis le rattachement du FC Lyon lors de la saison 2004-2005.
| Nb. | Joueuses     | Carrière au club      | Championnat | Coupe | Europe | TDC | Total |
| --- | ------------ | --------------------- | ----------- | ----- | ------ | --- | ----- |
| 1re | E. Le Sommer | 2010-2021 / 2022-2025 | 203         | 60    | 50     | 1   | 314   |
| 2e  | A. Hegerberg | 2014-                 | 175         | 34    | 62     | 0   | 271   |
| 3e  | L. Schelin   | 2008-2016             | 143         | 41    | 41     | -   | 225   |
| 4e  | C. Abily     | 2006-2009 / 2010-2018 | 135         | 31    | 43     | -   | 209   |
| 5e  | S. Brétigny  | 2004-2012             | 137         | 29    | 9      | -   | 175   |
| 6e  | W. Renard    | 2006-                 | 103         | 21    | 35     | 0   | 159   |
| 7e  | É. Thomis    | 2007-2018             | 72          | 20    | 15     | -   | 107   |
| 8e  | L. Necib     | 2007-2016             | 64          | 11    | 29     | -   | 104   |
| 9e  | A. Majri     | 2010-2025             | 64          | 14    | 18     | 1   | 97    |
| 10e | K. da Silva  | 2007-2010             | 57          | 15    | 13     | -   | 85    |

#### Capitaines
| Nb. | Joueuses     | Carrière au club      | Total |
| --- | ------------ | --------------------- | ----- |
| 1re | W. Renard    | 2006-                 | 251   |
| 2e  | S. Bompastor | 2006-2009 / 2010-2013 | 116   |
| 3e  | L. Georges   | 2007-2013             | 49    |
| 4e  | S. Dusang    | 2003-2012             | 41    |
| 5e  | C. Locatelli | 1992-2006             | 29    |
| 6e  | C. Abily     | 2006-2009 / 2010-2018 | 17    |
| 7e  | Simone       | 2005-2010             | 14    |
| 8e  | D. Blanc     | 2002-2007             | 12    |
| 9e  | E. Le Sommer | 2010-2021 / 2022-2025 | 11    |
| 10e | H. Lattaf    | 2006-2008             | 10    |

#### Joueuses étrangères
Le tableau ci-dessous retrace la liste des joueuses étrangères passées par le club depuis 2004. À ce jour, soixante-dix-sept joueuses étrangères, de vingt-six nationalités différentes, ont arboré le maillot rhodanien.
| 1re |  | Ada Hegerberg - 269 matchs Attaquante Depuis 2014       |
| 2e  |  | Saki Kumagai - 240 matchs Défenseure / Milieu 2013-2021 |
| 3e  |  | Dzsenifer Marozsán - 232 matchs Milieu 2016-2025        |
| 4e  |  | Lotta Schelin - 225 matchs Attaquante 2008-2016         |
| 5e  |  | Lara Dickenmann - 188 matchs Milieu 2009-2015           |

| Pays (26)   | Nb. | Joueuses (77) |
| ----------- | --- | --- |
| États-Unis0 | 15  | - Tara Flint (2004-2005) - Jillian Nicks (2005) - Danielle Slaton (2005) - Christie Welsh (2005) - Aly Wagner (2005) - Hope Solo (2005) - Lorrie Fair (2005) - Megan Rapinoe (2013-2014) - Alex Morgan (2017) - Morgan Brian (2018) - Catarina Macario (2021-2023) - Sofia Huerta (2024-2025) - Lindsey Heaps (2022-) - Korbin Albert (2025-) - Lily Yohannes (2025-) |
| Allemagne   | 8   | - Pauline Bremer (2015-2017) - Josephine Henning (2017) - Carolin Simon (2018-2019) - Lisa Weiß (2018-2020) - Dzsenifer Marozsán (2016-2025) - Sara Däbritz (2022-2025) - Laura Benkarth (2023-2025) - Jule Brand (2025-) |
| Norvège     | 7   | - Bente Nordby (2008-2009) - Christine Colombo Nilsen (2009-2010) - Isabell Herlovsen (2009-2010) - Ingvild Stensland (2009-2011) - Andrea Norheim (2016-2017) - Ada Hegerberg (2014-) - Ingrid Engen (2025-) |
| Angleterre  | 5   | - Isobel Christiansen (2018-2019) - Lucy Bronze (2017-2020) - Alex Greenwood (2019-2020) - Jodie Taylor (2020-2021) - Nikita Parris (2019-2021) |
| Brésil      | 5   | - Simone Jatobá (2005-2010) - Dayane da Rocha (2006) - Kátia da Silva (2006-2010) - Rosana dos Santos (2011-2012) - Tarciane (2025-) |
| Suède       | 5   | - Amelie Rybäck (2010) - Lotta Schelin (2008-2016) - Caroline Seger (2016-2017) - Emma Holmgren (2021-2023) - Elma Junttila Nelhage (2025-) |
| Danemark    | 4   | - Dorte Jensen (2008-2009) - Line Røddik Hansen (2016) - Signe Bruun (2021-2023) - Sofie Svava (2024-) |
| Canada      | 3   | - Kadeisha Buchanan (2016-2022) - Vanessa Gilles (2022-2025) - Ashley Lawrence (2025-) |
| Japon       | 3   | - Ami Ōtaki (2011-2013) - Shinobu Ohno (2013) - Saki Kumagai (2013-2021) |
| Pays-Bas    | 3   | - Shanice van de Sanden (2017-2020) - Daniëlle van de Donk (2021-2025) - Damaris Egurrola (2021-) |
| Australie   | 2   | - Ellie Carpenter (2020-2025) - Teagan Micah (2025-) |
| Espagne     | 2   | - Celia Jiménez (2020-2021) - Dolores Gallardo (2020-2021) |
| Suisse      | 2   | - Lara Dickenmann (2009-2015) - Sally Julini (2019-2024) |
| Argentine   | 1   | Sole Jaimes (2019) |
| Belgique    | 1   | Janice Cayman (2019-2023) |
| Chili       | 1   | Christiane Endler (2021-) |
| Chine       | 1   | Fei Wang (2015) |
| Costa Rica  | 1   | Shirley Cruz Traña (2006-2012) |
| Finlande    | 1   | Katriina Talaslahti (2019-2021) |
| Haïti       | 1   | Melchie Dumornay (2023-) |
| Islande     | 1   | Sara Björk Gunnarsdóttir (2020-2022) |
| Malawi      | 1   | Tabitha Chawinga (2024-) |
| Nigeria     | 1   | Cynthia Uwak (2008-2009) |
| N.-Zélande  | 1   | Erin Nayler (2016-2017) |
| P.d.-Galles | 1   | Jessica Fishlock (2018-2019) |
| Portugal    | 1   | Jéssica Silva (2019-2021) |

#### Statuts internationaux
Le tableau ci-dessous retrace la liste des joueuses passées par le club depuis 2004 ayant déjà remporté au moins une compétition internationale au moment de leur passage par le club.
| Vainqueur(s) de la Coupe du monde0 · FIFA | Vainqueur(s) de la Coupe du monde0 · FIFA                                                                                           | Vainqueur(s) des Jeux olympiques0 · CIO / FIFA | Vainqueur(s) des Jeux olympiques0 · CIO / FIFA |
| - Bente Nordby (1995) - Shinobu Ohno (2011) - Saki Kumagai (2011) - Alex Morgan (2015) - Morgan Brian (2015) - Lindsey Heaps (2019)                                                                   | - Bente Nordby (1995) - Shinobu Ohno (2011) - Saki Kumagai (2011) - Alex Morgan (2015) - Morgan Brian (2015) - Lindsey Heaps (2019) | - Bente Nordby (2000) - Aly Wagner (2004) - Megan Rapinoe (2012) - Alex Morgan (2012) - Dzsenifer Marozsán (2016) - Josephine Henning (2016) - Sara Däbritz (2016) - Laura Benkarth (2016) - Kadeisha Buchanan (2021) - Vanessa Gilles (2021) - Ashley Lawrence (2021) - Lindsey Heaps (2024) - Korbin Albert (2024) | - Bente Nordby (2000) - Aly Wagner (2004) - Megan Rapinoe (2012) - Alex Morgan (2012) - Dzsenifer Marozsán (2016) - Josephine Henning (2016) - Sara Däbritz (2016) - Laura Benkarth (2016) - Kadeisha Buchanan (2021) - Vanessa Gilles (2021) - Ashley Lawrence (2021) - Lindsey Heaps (2024) - Korbin Albert (2024) |
| Vainqueur(s) de l'Euro UEFA | Vainqueur(s) du Championship CONCACAF                                                                                               | Vainqueur(s) de la Copa América CONMEBOL | Vainqueur(s) de la Coupe d'Asie AFC |
| - Bente Nordby (1993) - Lisa Weiß (2009) - Dzsenifer Marozsán (2013) - Sara Däbritz (2013) - Laura Benkarth (2013) - Josephine Henning (2013) - S. van de Sanden (2017) - Daniëlle van de Donk (2017) | - Aly Wagner (2002) - Alex Morgan (2014) - Morgan Brian (2014) - Lindsey Heaps (2018) - Sofia Huerta (2022)                         | - Kátia da Silva (2003) - Rosana (2003 et 2010) - Tarciane (2025) | - Saki Kumagai (2018) |

## Effectif professionnel actuel
Ce tableau liste l'effectif professionnel féminin actuel.

## Structures du club

### Stade
De 2004 à 2016, la section évolue au terrain no 10 de la Plaine de Jeux de Gerland (7e arrondissement) qui possède une capacité de 2 200 places. Depuis le début de saison 2016-2017, l'équipe joue ses matchs à domicile au terrain d'honneur du Groupama OL Training Center situé à Décines-Charpieu ; il s'agit d'un stade possédant une unique tribune d'une capacité de 1 500 places assises. Cependant, lors des matchs de Ligue des champions et des matchs importants du championnat de France, les rencontres sont jouées dans le Parc Olympique lyonnais qui compte 59 186 places.

### Centre d'entraînement
L'équipe féminine professionnelle de l'Olympique lyonnais s’entraînait jusqu'en 2016 sur le terrain no 8 de la Plaine de jeux de Gerland, situé à proximité du Centre Tola-Vologe, lieu d'entraînement de l'équipe masculine. Ce dernier porte ce nom en hommage à Anatole Vologe, grand sportif et résistant français fusillé à Lyon pendant la Seconde Guerre mondiale.

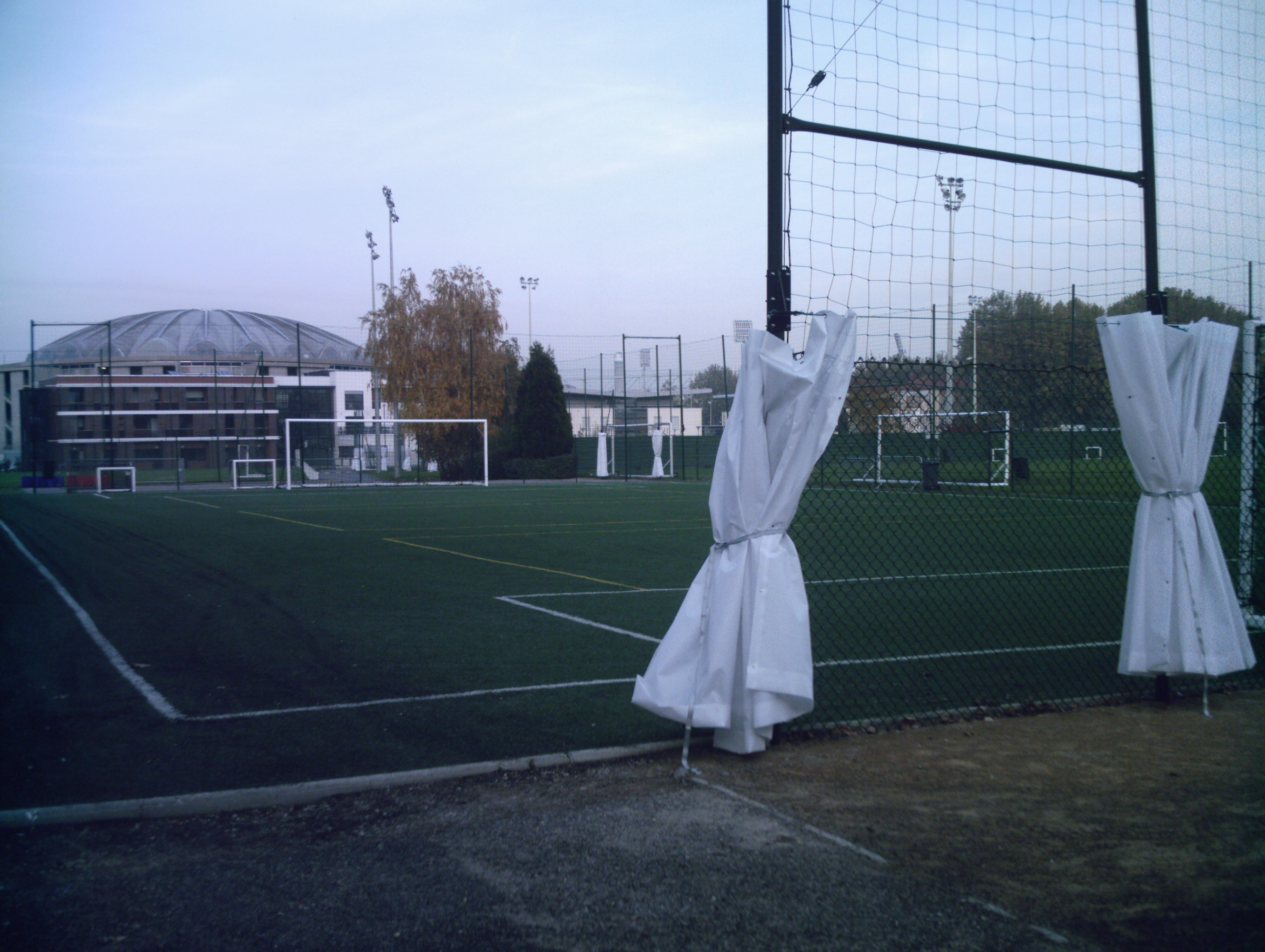
Le Centre Tola-Vologe en 2009.

Ce centre regroupait en plus du stade d'entrainement de l'OL, le siège du club ainsi que le centre de formation des jeunes. Il se trouve à proximité du Stade de Gerland. Depuis l'été 2016, l'équipe s'entraîne comme son homologue masculine au Groupama OL Training Center.

## Aspects juridiques et économiques

### Statut juridique et légal
L'Olympique lyonnais est depuis son origine une association titulaire d'un numéro d'affiliation à la Fédération française de football sous le nom « Olympique de Lyon et du Rhône » mais également une société composée d'un président unique. Cette dernière a le statut de société anonyme sportive professionnelle et gère le groupe professionnel ainsi que le merchandising. La holding OL Groupe est par ailleurs introduite en bourse.

### Direction du club
La section féminine est présidée par Jean-Michel Aulas depuis sa création en 2004. Pour diriger la section, le président est épaulé par un président délégué, un dirigeant de section et d'un coordinateur technique en lien avec le Staff sportif. Michele Kang est nommée présidente en mai 2023.

### Budget du club
Le budget de la section féminine de l'Olympique lyonnais est le plus élevé des clubs de football féminins français ; pour la saison 2009-2010, il est de 3,5 millions d'euros. Ce budget est par exemple largement supérieur à celui du FCF Juvisy, concurrent direct de l'OL en championnat, et qui dispose de 215 000 euros par an. Il faut dire que le club de Juvisy ne bénéficie pas de la structure d'un club professionnel comme la section masculine de l'Olympique lyonnais et son budget de plus de 120 millions d'euros. Puis pour la saison 2013-2014, le budget de Lyon diminue légèrement (3,00 millions), tandis que celui du PSG féminin, est largement rehaussée (7,5 millions). Enfin, pour la saison 2014-2015, l'écart reste du plus du double entre les budgets des deux clubs : l'OL conserve un budget similaire (3,5 millions), tandis que Paris atténue ses moyens (6,7 millions).

### Rémunération des joueuses
En 2022, le salaire moyen brut des joueuses évoluant au club est estimé à 12 000 € mensuels. Au premier semestre de 2017, le salaire le plus élevé était détenu par Alex Morgan avec environ 25 000 € mensuels bruts. Amandine Henry détrône l'Américaine avec un salaire mensuel d'environ 30 000 € mensuels bruts lors de son retour en janvier 2018. Un nouveau record est battu en juin 2018 lors de la prolongation de contrat d'Ada Hegerberg avec environ 40 000 € mensuels bruts jusqu'en 2021. En 2022, c'est l'internationale française Wendie Renard qui détient le salaire le plus élevé avec 37 000 € mensuels bruts devant Ada Hegerberg qui voit son salaire baisser à 35 000 € mensuels bruts lors de sa prolongation jusqu'en 2024.

### Clubs partenaires
L'Olympique lyonnais a un partenariat avec l'OL Reign, la franchise de NWSL qui appartient à OL Groupe depuis décembre 2019. Cette relation a notamment abouti au prêt lors de la saison 2021 de trois joueuses lyonnaises (Sarah Bouhaddi, Eugénie Le Sommer et Dzsenifer Marozsán) dans le club étasunien,.
En février 2023, le club annonce un nouveau partenariat avec la section féminine du Club América, en Liga MX Femenil. Les trois clubs doivent échanger des informations et des compétences pour le recrutement, la détection, la préparation physique ou encore le marketing. Des matches amicaux sont également prévus.
Le rachat du club en mai 2023 par la femme d'affaires américaine Michele Kang voit un nouveau partenariat apparaître avec le Washington Spirit, également détenu par l'Américaine.

## Soutien et image

### Supporters et affluence

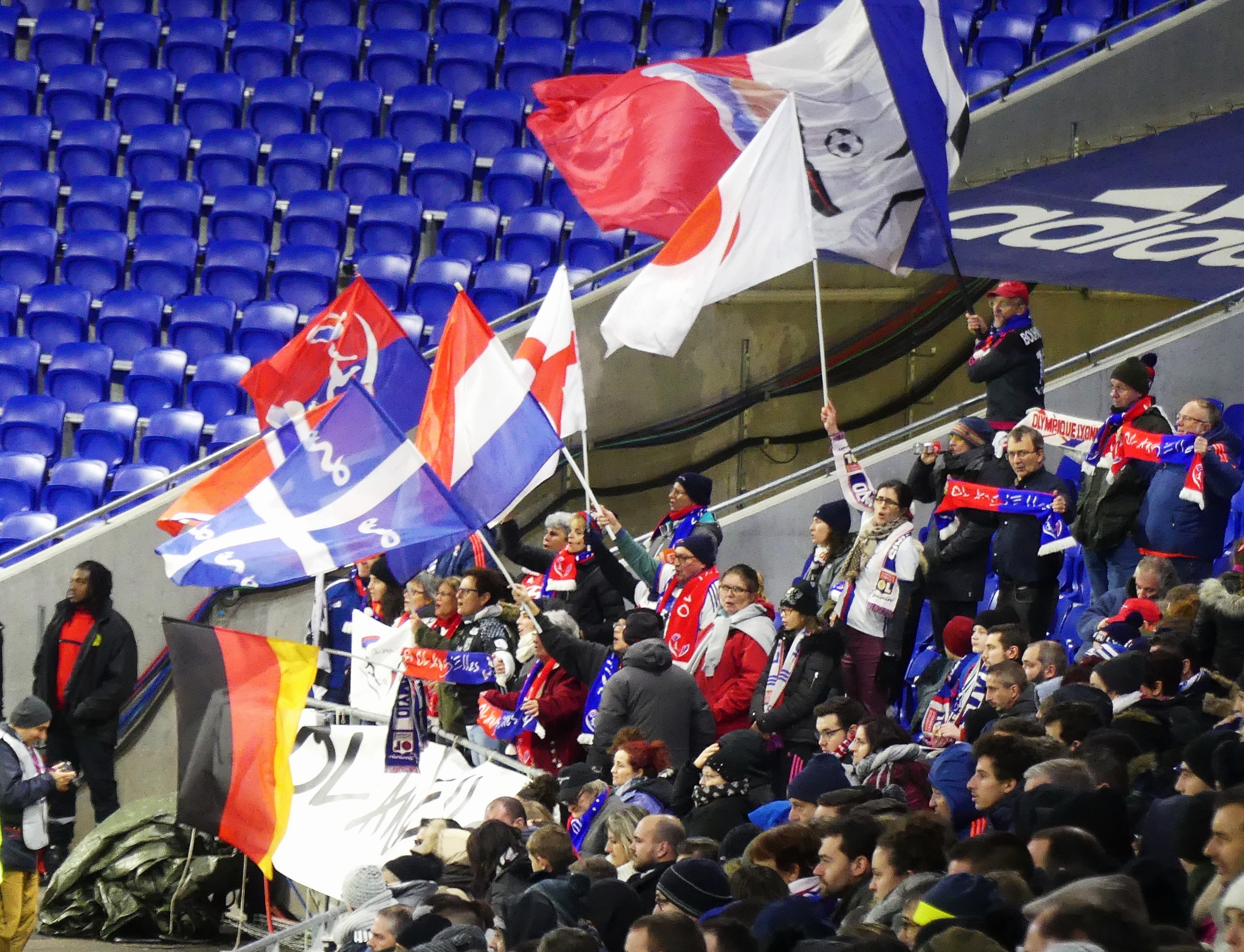
Les OL Ang'Elles en décembre 2017.

La section féminine de l'Olympique lyonnais possède deux groupes de supporters officiels. Tout d'abord le groupe des OL Ang'Elles, fondé en juin 2011 et qui compte près de 300 adhérents au début de l'année 2018 ; son emplacement au Groupama Stadium est la tribune ouest/virage sud, tandis qu'à OL Training center, il est situé au côté sud du terrain d'honneur. Le deuxième groupe de supporters est le Kop Fenottes 69, qui est fondé en juin 2015 et qui possède près de 60 adhérents au début de l'année 2018 ; son emplacement au stade est la tribune ouest/virage nord, tandis qu'à OL Training center, il est situé au côté nord du terrain d'honneur.
La moyenne d'affluence de spectateurs à domicile a connu une forte augmentation avec l'accession du club à la Coupe féminine de l'UEFA lors de la saison 2007-2008 ainsi qu'après la première victoire en Ligue des champions lors de la saison 2010-2011. En prenant en compte uniquement les deux compétitions nationales, la moyenne de fréquentation à domicile est d'environ 250 spectateurs de 2004 à 2011. De 2012 à 2020, elle se situe aux environs de 2 000 spectateurs. La pandémie de Covid-19 va contraindre à un huis clos total sur l'ensemble des matches de la saison 2020-2021. À noter que le déménagement de la section au Groupama OL Training Center en 2016 a fait passer le nombre de potentiel spectateurs de 2 200 à 1 500 personnes. La meilleure affluence à domicile est réalisée le 20 avril 2024 au Parc OL lors de la demi-finale aller de la Ligue des champions face au Paris SG avec 38 466 spectateurs.
|     | Date       | Lieu                       | Compétition                            | Adversaire  | Feuille de match | Spectateurs |
| --- | ---------- | -------------------------- | -------------------------------------- | ----------- | ---------------- | ----------- |
| 1.0 | 20/04/2024 | Parc OL, Décines-Charpieu0 | Ligue des champions - 1/2 finale aller | Paris SG    | Rapport          | 38 466      |
| 2.0 | 16/11/2019 | Parc OL, Décines-Charpieu0 | Division 1 - 9e journée                | Paris SG    | Rapport          | 30 661      |
| 3.0 | 13/04/2019 | Parc OL, Décines-Charpieu0 | Division 1 - 20e journée               | Paris SG    | Rapport          | 25 907      |
| 4.  | 21/04/2019 | Parc OL, Décines-Charpieu0 | Ligue des champions - 1/2 finale aller | Chelsea FC0 | Rapport          | 22 911      |
| 5.  | 24/04/2016 | Parc OL, Décines-Charpieu0 | Ligue des champions - 1/2 finale aller | Paris SG    | Rapport          | 22 050      |

### Rivalité avec le Paris Saint-Germain

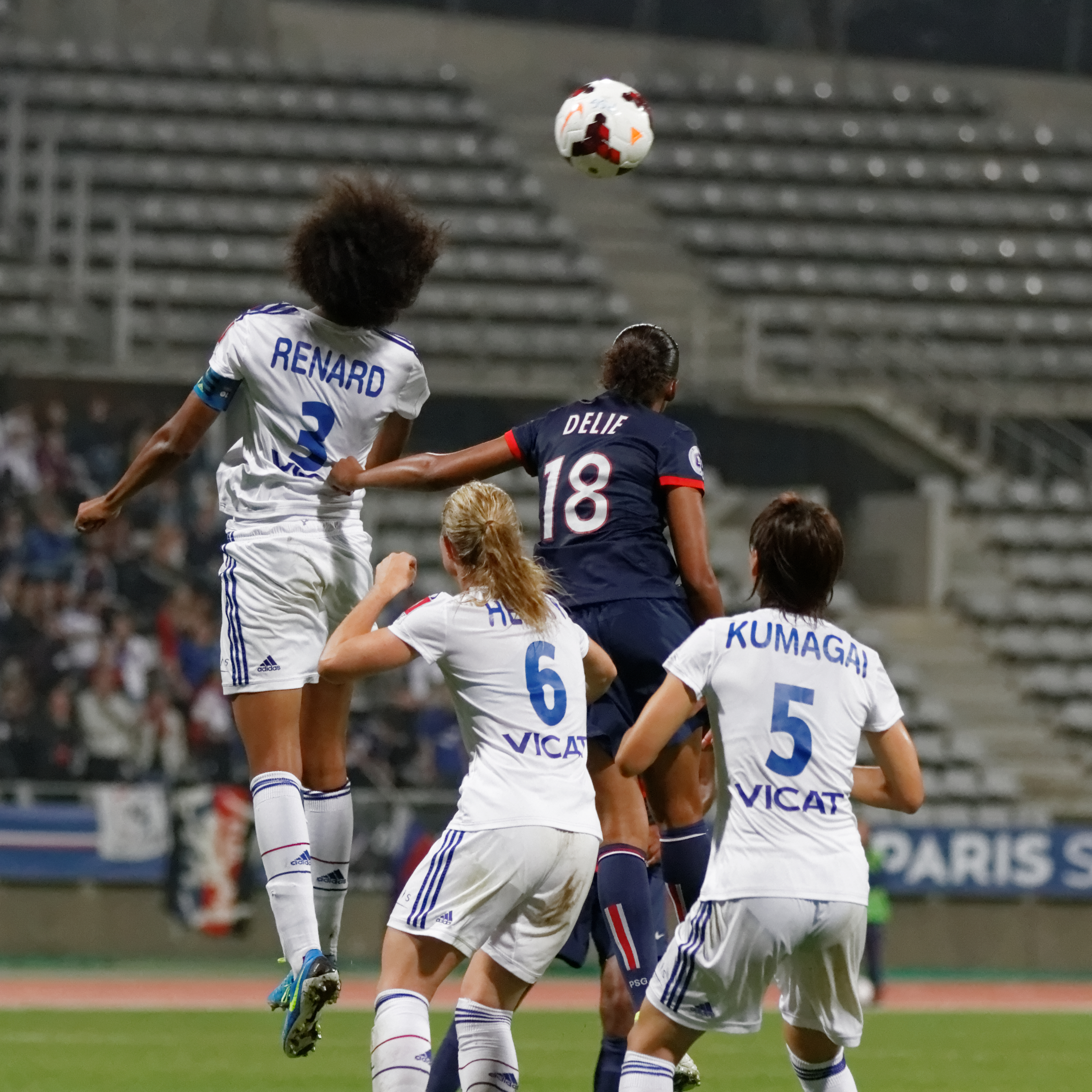
Face au Paris SG en championnat le 29 septembre 2013.

Depuis les années 2010, le club est en concurrence avec le Paris Saint-Germain pour les différents titres nationaux. Ce sont la plupart du temps leurs confrontations en championnat (ou en coupe de France) qui déterminent lequel sera titré. Ce phénomène s'est même accentué avec la montée en puissance des parisiennes en ligue des champions depuis 2015 qui a vu les 2 clubs s'affronter 3 fois consécutivement, respectivement en huitième, en demi et en finale devenant ainsi la première finale 100 % française de l'histoire lors de la ligue des champions 2016-2017.
Le bilan de ces 3 confrontations est d'une victoire du Paris Saint-Germain en huitième de finale contre 2 victoires lyonnaises (dont une victoire 7-0). Les olympiennes restent tout de même largement supérieures aux parisiennes car, depuis 2010, les Lyonnaises sont systématiquement championnes de France (sauf en 2021), ne laissant que la seconde place aux joueuses de la capitale. Elles ont gagné 6 fois la coupe de France contre 1 fois pour les Parisiennes en les battant notamment 2 fois en finale. Enfin, elles ont participé à 10 finales de ligue des champions et en ont remporté 8 (dont une face aux franciliennes) contre seulement 2 finales perdues pour le Paris Saint-Germain.
| Compétition             | 0Matchs0 | 0Victoires - Nuls - Défaites0 | 0BP0 | 0BC0 |
| ----------------------- | -------- | ----------------------------- | ---- | ---- |
| Division 1              | 43       | 31 - 8 - 4                    | 80   | 14   |
| Coupe de France         | 8        | 4 - 3 - 1                     | 10   | 4    |
| Ligue des champions     | 12       | 8 - 2 - 2                     | 22   | 10   |
| Trophée des championnes | 3        | 2 - 1 - 0                     | 4    | 1    |
| Total                   | 66       | 45 - 14 - 7                   | 116  | 29   |

| Nb. | Joueuse      | 0Total matchs0 | 0Total buts0 |
| --- | ------------ | -------------- | ------------ |
| 1re | A. Hegerberg | 29             | 14           |
| 2e  | L. Schelin   | 19             | 8            |
| 3e  | W. Renard    | 55             | 8            |
| 4e  | E. Le Sommer | 43             | 7            |
| 5e  | S. Brétigny  | 17             | 6            |

| Liste des rencontres officielles face au Paris Saint-Germain | Liste des rencontres officielles face au Paris Saint-Germain | Liste des rencontres officielles face au Paris Saint-Germain | Liste des rencontres officielles face au Paris Saint-Germain | Liste des rencontres officielles face au Paris Saint-Germain | Liste des rencontres officielles face au Paris Saint-Germain                                                                 | Liste des rencontres officielles face au Paris Saint-Germain | Liste des rencontres officielles face au Paris Saint-Germain |
|                                                              | Date                                                         | Lieu                                                         | Compétition                                                  | Résultat                                                     | Buteuses/Lyon | Buteuses/Paris                                               | Affluence                                                    |
| ------------------------------------------------------------ | ------------------------------------------------------------ | ------------------------------------------------------------ | ------------------------------------------------------------ | ------------------------------------------------------------ | --- | ------------------------------------------------------------ | ------------------------------------------------------------ |
| 1.                                                           | 12/12/2004                                                   | Stade G.-Lefèvre, St-Germain-en-Laye                         | D1 - 11e journée                                             | 0 - 3                                                        | - Claire Morel 17e - S. Cr.-Laplantes 31e 38e                                                                                | -                                                            | -                                                            |
| 2.                                                           | 17/04/2005                                                   | Plaine de Gerland, Lyon                                      | D1 - 21e journée (dom.)                                      | 2 - 0                                                        | - Danielle Slaton 69e - Christie Welsh 89e                                                                                   | -                                                            | 150                                                          |
| 3.                                                           | 11/09/2005                                                   | Plaine de Gerland, Lyon                                      | D1 - 2e journée (dom.)                                       | 1 - 0                                                        | - Claire Morel 67e | -                                                            | 200                                                          |
| 4.                                                           | 11/12/2005                                                   | Stade G.-Lefèvre, St-Germain-en-Laye                         | D1 - 12e journée                                             | 1 - 2                                                        | - Simone Gomes Jatobá 19e - Alix Faye-Chellali 22e                                                                           | - Stéphanie Morel 13e                                        | 150                                                          |
| 5.                                                           | 12/11/2006                                                   | Plaine de Gerland, Lyon                                      | D1 - 7e journée (dom.)                                       | 4 - 1                                                        | - S. Brétigny 14e 43e 55e - Sonia Bompastor 86e                                                                              | - Aurélie Pfeiffer 92e                                       | 200                                                          |
| 6.                                                           | 25/03/2007                                                   | Stade G.-Lefèvre, St-Germain-en-Laye                         | D1 - 17e journée                                             | 1 - 2                                                        | - Hoda Lattaf 51e - Sandrine Brétigny 57e                                                                                    | - Maryse Gobert 8e                                           | 250                                                          |
| 7.                                                           | 09/09/2007                                                   | Camp des loges, St-Germain-en-Laye                           | D1 - 2e journée                                              | 0 - 2                                                        | - Louisa Necib 19e (pen.) - Hoda Lattaf 34e                                                                                  | -                                                            | 150                                                          |
| 8.                                                           | 20/01/2008                                                   | Plaine de Gerland, Lyon                                      | D1 - 12e journée (dom.)                                      | 4 - 0                                                        | - Camille Abily 3e 84e 90e - Shirley Cruz Traña 35e                                                                          | -                                                            | 800                                                          |
| 9.                                                           | 03/06/2008                                                   | Stade de France, Seine-Saint-Denis                           | CDF - Finale                                                 | 3 - 0                                                        | - Shirley Cruz Traña 52e - Louisa Necib 59e - Camille Abily 78e                                                              | -                                                            | 3 000                                                        |
| 10.                                                          | 23/08/2008                                                   | Plaine de Gerland, Lyon                                      | D1 - 1re journée (dom.)                                      | 2 - 0                                                        | - Laura Georges 34e - Wendie Renard 47e                                                                                      | -                                                            | 150                                                          |
| 11.                                                          | 31/05/2009                                                   | Stade Louis-Raffegeau, Le Pecq                               | D1 - 22e journée                                             | 0 - 2                                                        | - Lotta Schelin 57e - Ingvild Stensland 84e                                                                                  | -                                                            | 150                                                          |
| 12.                                                          | 13/12/2009                                                   | Plaine de Gerland, Lyon                                      | D1 - 10e journée (dom.)                                      | 1 - 1                                                        | - Sandrine Brétigny 90+3e | - Charlotte Poulain 38e                                      | 300                                                          |
| 13.                                                          | 25/04/2010                                                   | Stade G.-Lefèvre, St-Germain-en-Laye                         | CDF - 1/2 finale                                             | 1 - 1                                                        | - Isabell Herlovsen 19e | - Caroline Pizzala 12e                                       | 700                                                          |
| 14.                                                          | 30/05/2010                                                   | Stade G.-Lefèvre, St-Germain-en-Laye                         | D1 - 20e journée                                             | 0 - 0                                                        | - | -                                                            | 500                                                          |
| 15.                                                          | 19/01/2011                                                   | Camp des loges, St-Germain-en-Laye                           | D1 - 9e journée                                              | 1 - 2                                                        | - Lara Dickenmann 53e - Élodie Thomis 82e                                                                                    | - Kátia da Silva 50e                                         | 250                                                          |
| 16.                                                          | 06/02/2011                                                   | Stade de Gerland, Lyon                                       | D1 - 19e journée (dom.)                                      | 3 - 0                                                        | - Louisa Necib 48e - Eugénie Le Sommer 82e - Sandrine Brétigny 85e                                                           | -                                                            | 200                                                          |
| 17.                                                          | 30/10/2011                                                   | Stade Dominique-Duvauchelle, Créteil                         | D1 - 7e journée                                              | 0 - 0                                                        | - | -                                                            | 3 500                                                        |
| 18.                                                          | 20/05/2012                                                   | Stade de Gerland, Lyon                                       | D1 - 17e journée (dom.)                                      | 3 - 0                                                        | - Louisa Necib 16e - Sonia Bompastor 26e 69e                                                                                 | -                                                            | 4 500                                                        |
| 19.                                                          | 17/11/2012                                                   | Stade Charléty, Paris                                        | D1 - 9e journée                                              | 0 - 1                                                        | - Amandine Henry 72e (pen.)                                                                                                  | -                                                            | 1 200                                                        |
| 20.                                                          | 02/03/2013                                                   | Stade de Gerland, Lyon                                       | D1 - 19e journée (dom.)                                      | 3 - 0                                                        | - Lotta Schelin 39e 62e - Amandine Henry 67e (pen.)                                                                          | -                                                            | 6 512                                                        |
| 21.                                                          | 29/09/2013                                                   | Stade Charléty, Paris                                        | D1 - 4e journée                                              | 0 - 3                                                        | - Louisa Necib 53e - Lotta Schelin 70e - Laëtitia Tonazzi 90+2e                                                              | -                                                            | 1 000                                                        |
| 22.                                                          | 18/01/2014                                                   | Stade de Gerland, Lyon                                       | D1 - 14e journée (dom.)                                      | 0 - 1                                                        | - | - Laura Georges 45e                                          | 7 512                                                        |
| 23.                                                          | 07/06/2014                                                   | MMArena, Le Mans                                             | CDF - Finale                                                 | 2 - 0                                                        | - Lara Dickenmann 58e - Corine Petit 61e                                                                                     | -                                                            | 6 588                                                        |
| 24.                                                          | 01/11/2014                                                   | Stade de Gerland, Lyon                                       | D1 - 8e journée (dom.)                                       | 2 - 1                                                        | - Lotta Schelin 4e - Ada Hegerberg 61e                                                                                       | - Aurélie Kaci 8e                                            | 10 122                                                       |
| 25.                                                          | 08/11/2014                                                   | Stade Charléty, Paris                                        | WCL - 1/8 finale aller                                       | 1 - 1                                                        | - Corine Petit 21e | - Fatmire Alushi 49e                                         | 6 300                                                        |
| 26.                                                          | 12/11/2014                                                   | Stade de Gerland, Lyon                                       | WCL - 1/8 finale retour (dom.)                               | 0 - 1                                                        | - | - Fatmire Alushi 79e                                         | 8 488                                                        |
| 27.                                                          | 21/02/2015                                                   | Stade Charléty, Paris                                        | D1 - 18e journée                                             | 0 - 4                                                        | - Camille Abily 30e - Lotta Schelin 35e - Élise Bussaglia 57e - Lara Dickenmann 59e                                          | -                                                            | 4 000                                                        |
| 28.                                                          | 27/09/2015                                                   | Stade de Gerland, Lyon                                       | D1 - 4e journée (dom.)                                       | 5 - 0                                                        | - A. Hegerberg 38e 53e 90e - Amel Majri 42e - Jessica Houara 79e (csc)                                                       | -                                                            | 7 037                                                        |
| 29.                                                          | 05/02/2016                                                   | Stade Charléty, Paris                                        | D1 - 15e journée                                             | 0 - 0                                                        | - | -                                                            | 3 500                                                        |
| 30.                                                          | 24/04/2016                                                   | Parc OL, Décines-Charpieu                                    | WCL - 1/2 finale aller (dom.)                                | 7 - 0                                                        | - Ada Hegerberg 18e 40e - E. Le Sommer 28e 43e - Camille Abily 45+1e - Louisa Necib 73e - Lotta Schelin 76e                  | -                                                            | 22 050                                                       |
| 31.                                                          | 02/05/2016                                                   | Parc des Princes, Paris                                      | WCL - 1/2 finale retour                                      | 0 - 1                                                        | - Lotta Schelin 44e | -                                                            | 5 855                                                        |
| 32.                                                          | 17/12/2016                                                   | Stade G.-Lefèvre, St-Germain-en-Laye                         | D1 - 11e journée                                             | 1 - 0                                                        | - | - M.-L. Delie 83e                                            | 1 858                                                        |
| 33.                                                          | 13/05/2017                                                   | Parc OL, Décines-Charpieu                                    | D1 - 21e journée (dom.)                                      | 3 - 0                                                        | - Eugénie Le Sommer 13e - Ada Hegerberg 27e - Alex Morgan 28e                                                                | -                                                            | 7 912                                                        |
| 34.                                                          | 19/05/2017                                                   | Stade de la Rabine, Vannes                                   | CDF - Finale                                                 | 1 - 1                                                        | - Saki Kumagai 34e (pen.) | - Cristiane 7e                                               | 6 616                                                        |
| 35.                                                          | 01/06/2017                                                   | Cardiff City Stadium, Cardiff                                | WCL - Finale                                                 | 0 - 0                                                        | - | -                                                            | 22 433                                                       |
| 36.                                                          | 11/12/2017                                                   | Parc OL, Décines-Charpieu                                    | D1 - 11e journée (dom.)                                      | 1 - 0                                                        | - Ada Hegerberg 12e | -                                                            | 7 050                                                        |
| 37.                                                          | 18/05/2018                                                   | Stade G.-Lefèvre, St-Germain-en-Laye                         | D1 - 21e journée                                             | 0 - 0                                                        | - | -                                                            | 1 440                                                        |
| 38.                                                          | 31/05/2018                                                   | Stade de la Meinau, Strasbourg                               | CDF - Finale                                                 | 1 - 0                                                        | - | - M.-A. Katoto 16e                                           | 12 480                                                       |
| 39.                                                          | 18/11/2018                                                   | Stade Jean-Bouin, Paris                                      | D1 - 10e journée                                             | 1 - 1                                                        | - Wendie Renard 19e | - Wang Shuang 15e                                            | 7 465                                                        |
| 40.                                                          | 09/02/2019                                                   | Parc OL, Décines-Charpieu                                    | CDF - 1/4 finale (dom.)                                      | 1 - 0                                                        | - Jessica Fishlock 60e | -                                                            | 10 217                                                       |
| 41.                                                          | 13/04/2019                                                   | Parc OL, Décines-Charpieu                                    | D1 - 20e journée (dom.)                                      | 5 - 0                                                        | - Ada Hegerberg 8e - Eugénie Le Sommer 40e - Wendie Renard 45e (pen.) - Dzsenifer Marozsán 60e - S. van de Sanden 90+2e      | -                                                            | 25 907                                                       |
| 42.                                                          | 21/09/2019                                                   | Stade de Roudourou, Guingamp                                 | TDC - Finale                                                 | 1 - 1                                                        | - Amel Majri 31e | - Nadia Nadim 42e                                            | 12 558                                                       |
| 43.                                                          | 16/11/2019                                                   | Parc OL, Décines-Charpieu                                    | D1 - 9e journée (dom.)                                       | 1 - 0                                                        | - Saki Kumagai 49e | -                                                            | 30 661                                                       |
| 44.                                                          | 09/08/2020                                                   | Stade de l'Abbé-Deschamps, Auxerre                           | CDF - Finale                                                 | 0 - 0                                                        | - | -                                                            | 4 500                                                        |
| 45.                                                          | 26/08/2020                                                   | Stade San Mamés, Bilbao                                      | WCL - 1/2 finale                                             | 1 - 0                                                        | - Wendie Renard 67e | -                                                            | 0                                                            |
| 46.                                                          | 20/11/2020                                                   | Parc des Princes, Paris                                      | D1 - 9e journée                                              | 1 - 0                                                        | - | - M.-A. Katoto 11e                                           | 0                                                            |
| 47.                                                          | 24/03/2021                                                   | Parc des Princes, Paris                                      | WCL - 1/4 finale aller                                       | 1 - 0                                                        | - Wendie Renard 86e (pen.)                                                                                                   | -                                                            | 0                                                            |
| 48.                                                          | 18/04/2021                                                   | Parc OL, Décines-Charpieu                                    | WCL - 1/4 finale retour (dom.)                               | 2 - 1                                                        | - Catarina Macario 4e | - Grace Geyoro 24e - W. Renard 61e (csc)                     | 0                                                            |
| 49.                                                          | 30/05/2021                                                   | Parc OL, Décines-Charpieu                                    | D1 - 16e journée (dom.)                                      | 0 - 0                                                        | - | -                                                            | 0                                                            |
| 50.                                                          | 14/11/2021                                                   | Parc OL, Décines-Charpieu                                    | D1 - 8e journée (dom.)                                       | 6 - 1                                                        | - Catarina Macario 15e (pen.) - Daniëlle van de Donk 18e - Melvine Malard 53e - Damaris Egurrola 59e - Ada Hegerberg 79e 82e | - Amanda Ilestedt 75e                                        | 13 497                                                       |
| 51.                                                          | 24/04/2022                                                   | Parc OL, Décines-Charpieu                                    | WCL - 1/2 finale aller (dom.)                                | 3 - 2                                                        | - Wendie Renard 23e (pen.) - Catarina Macario 33e 50e                                                                        | - M.-A. Katoto 6e - Paulina Dudek 58e (pen.)                 | 22 774                                                       |
| 52.                                                          | 30/04/2022                                                   | Parc des Princes, Paris                                      | WCL - 1/2 finale retour                                      | 2 - 1                                                        | - Ada Hegerberg 14e - Wendie Renard 83e                                                                                      | - M.-A. Katoto 62e                                           | 43 254                                                       |
| 53.                                                          | 29/05/2022                                                   | Stade Jean-Bouin, Paris                                      | D1 - 21e journée                                             | 1 - 0                                                        | - Catarina Macario 3e | -                                                            | 4 338                                                        |
| 54.                                                          | 28/08/2022                                                   | Stade Marcel-Tribut, Dunkerque                               | TDC - Finale                                                 | 1 - 0                                                        | - Daniëlle van de Donk 13e                                                                                                   | -                                                            | 4 472                                                        |
| 55.                                                          | 11/12/2022                                                   | Parc OL, Décines-Charpieu                                    | D1 - 11e journée (dom.)                                      | 0 - 1                                                        | - | - Kadidiatou Diani 87e                                       | 13 400                                                       |
| 56.                                                          | 13/05/2023                                                   | Stade de la Source, Orléans                                  | CDF - Finale                                                 | 2 - 1                                                        | - Ada Hegerberg 12e 23e | - Ramona Bachmann 36e (pen.)                                 | 6 127                                                        |
| 57.                                                          | 21/05/2023                                                   | Parc des princes, Paris                                      | D1 - 21e journée                                             | 1 - 0                                                        | - Signe Bruun 88e | -                                                            | 18 900                                                       |
| 58.                                                          | 10/09/2023                                                   | Stade de l'Aube, Troyes                                      | TDC - Finale                                                 | 2 - 0                                                        | - Melchie Dumornay 35e - Eugénie Le Sommer 67e                                                                               | -                                                            | 5 283                                                        |
| 59.                                                          | 01/10/2023                                                   | Parc des princes, Paris                                      | D1 - 2e journée                                              | 1 - 0                                                        | - Eugénie Le Sommer 20e | -                                                            | 15 899                                                       |
| 60.                                                          | 11/02/2024                                                   | Parc OL, Décines-Charpieu                                    | D1 - 15e journée (dom.)                                      | 1 - 1                                                        | - Elisa De Almeida 90e (csc)                                                                                                 | - Tabitha Chawinga 66e                                       | 21 764                                                       |
| 61.                                                          | 20/04/2024                                                   | Parc OL, Décines-Charpieu                                    | WCL - 1/2 finale aller (dom.)                                | 3 - 2                                                        | - Kadidiatou Diani 80e - Melchie Dumornay 85e - Amel Majri 86e                                                               | - M.-A. Katoto 43e - M.-A. Katoto 48e                        | 38 466                                                       |
| 62.                                                          | 28/04/2024                                                   | Parc des princes, Paris                                      | WCL - 1/2 finale retour                                      | 2 - 1                                                        | - Selma Bacha 3e - Melchie Dumornay 81e                                                                                      | - Tabitha Chawinga 41e                                       | 28 000                                                       |
| 63.                                                          | 17/05/2024                                                   | Parc OL, Décines-Charpieu                                    | D1 - Playoff finale (dom.)                                   | 2 - 1                                                        | - Delphine Cascarino 18e - Kadidiatou Diani 22e                                                                              | - Tabitha Chawinga 73e                                       | 15 660                                                       |
| 64.                                                          | 03/11/2024                                                   | Parc OL, Décines-Charpieu                                    | PL - 6e journée                                              | 1 - 0                                                        | - Tabitha Chawinga 27e | -                                                            | 15 386                                                       |
| 65.                                                          | 18/01/2025                                                   | Parc des princes, Paris                                      | PL - 13e journée                                             | 2 - 0                                                        | - Melchie Dumornay 7e - Kadidiatou Diani 31e                                                                                 | -                                                            | 20 489                                                       |
| 66.                                                          | 16/05/2025                                                   | Parc OL, Décines-Charpieu                                    | PL - Playoff finale (dom.)                                   | 3 - 0                                                        | - Melchie Dumornay 45+2e - Paulina Dudek 80e (csc) - Wendie Renard 90+4e (pen.)                                              | -                                                            | 10 500                                                       |

### Documentaire
- Les Joueuses (2020), sous-titré #Paslàpourdanser, de Stéphanie Gillard